# Доннелли, Игнатиус
Игна́тиус Лойо́ла До́ннелли (англ. Ignatius Loyola Donnelly, 3 ноября 1831, Филадельфия — 1 января 1901, Нинингер) — американский политик-популист и писатель.
Происходил из семейства ирландского иммигранта, получив имя в честь святого Игнатия Лойолы, с 1857 года постоянно проживал в Миннесоте, в им же основанном городе Нинингер (в XXI веке на этом месте существует одноимённый тауншип). Профессионально занялся политикой в 1859 году, выступая как сторонник Республиканской партии. В 1859—1863 годах избран вице-губернатором Миннесоты, в 1863—1868 годах — член Палаты представителей США от Республиканской партии. Потерпев поражение на промежуточных выборах, в 1873 году основал Антимонопольную партию и газету «Антимонополист», в 1874—1878 годах избирался в Сенат штата Миннесота. Вновь выдвигался в Конгресс США в 1878 году, но потерпел поражение от кандидата-республиканца. Отойдя от политической деятельности, Доннелли практиковал как юрист и занимался литературой. После зарождения рабочего движения в городах Миннесоты в 1884 году вновь безуспешно баллотировался в Конгресс от Демократической партии, в 1887 году как независимый кандидат был избран в Палату представителей штата. В 1888 года безуспешно баллотировался на пост губернатора штата от коалиции фермеров и профсоюзов. В 1891—1894 годах избирался в Сенат Миннесоты и в 1897—1898 годах в Палату представителей штата. Участник учредительного съезда Популистской партии в 1892 году, в 1896 году выступал против слияния Популистской и Демократической партий. В 1900 году был кандидатом в вице-президенты США, но неудачно, что и явилось причиной его смерти.
В 1880-е годы Доннелли прославился псевдонаучными трудами «Атлантида: мир до потопа» (Atlantis: The Antedeluvian World, 1882) и «Рагнарёк: эпоха огня и песка» (Ragnarok: The Age of Fire and Gravel, 1883). В первой из этих книг писатель «обосновал» существование праматери мировых цивилизаций — погибшего материка в Атлантическом океане; именно этот трактат вызвал к жизни множество последующих мифов и культов, посвящённых Атлантиде, цитировался Блаватской, Штейнером и Чёрчвардом. Американская ассоциация содействия развитию науки избрала Доннелли своим действительным членом. Во второй книге Доннелли пытался соотнести легенду о всемирном потопе с периодическими столкновениями планеты Земля с кометами. Далее Доннелли обратился к шекспировскому вопросу, опубликовав «Великую криптограмму» (The Great Cryptogram, 1888) и «Шифр в пьесах и на надгробии» (The Cipher in the Plays and on the Tombstone, 1899). В этих книгах он заявлял о расшифровке тайного кода, который свидетельствует о том, что истинным автором произведений Шекспира был Фрэнсис Бэкон, его авторству были также приписаны пьесы Марло и сочинения Сервантеса. Политик занимался и художественной литературой: в 1890 году опубликовал под псевдонимом «Эдмон Буажильбер» роман-антиутопию «Колонна Цезаря» (русский перевод вышел в 1910 году под названием «Крушение цивилизации»). В этом романе показаны Соединённые Штаты 1988 года, управляемые безжалостной финансовой олигархией; описаны радио, телевидение и отравляющие газы. «Колонна Цезаря» воспринималась как манифест Популистской партии. Также опубликовал роман «Доктор Юге» (Doctor Huguet, 1891), в котором джентльмен из Южной Каролины обнаруживает своё сознание в теле негра, и «Золотая бутыль» (The Golden Bottle, 1892), о приборе для производства дешёвого золота, что способствует падению капитализма.

## Биография

### Годы становления (1831—1856)

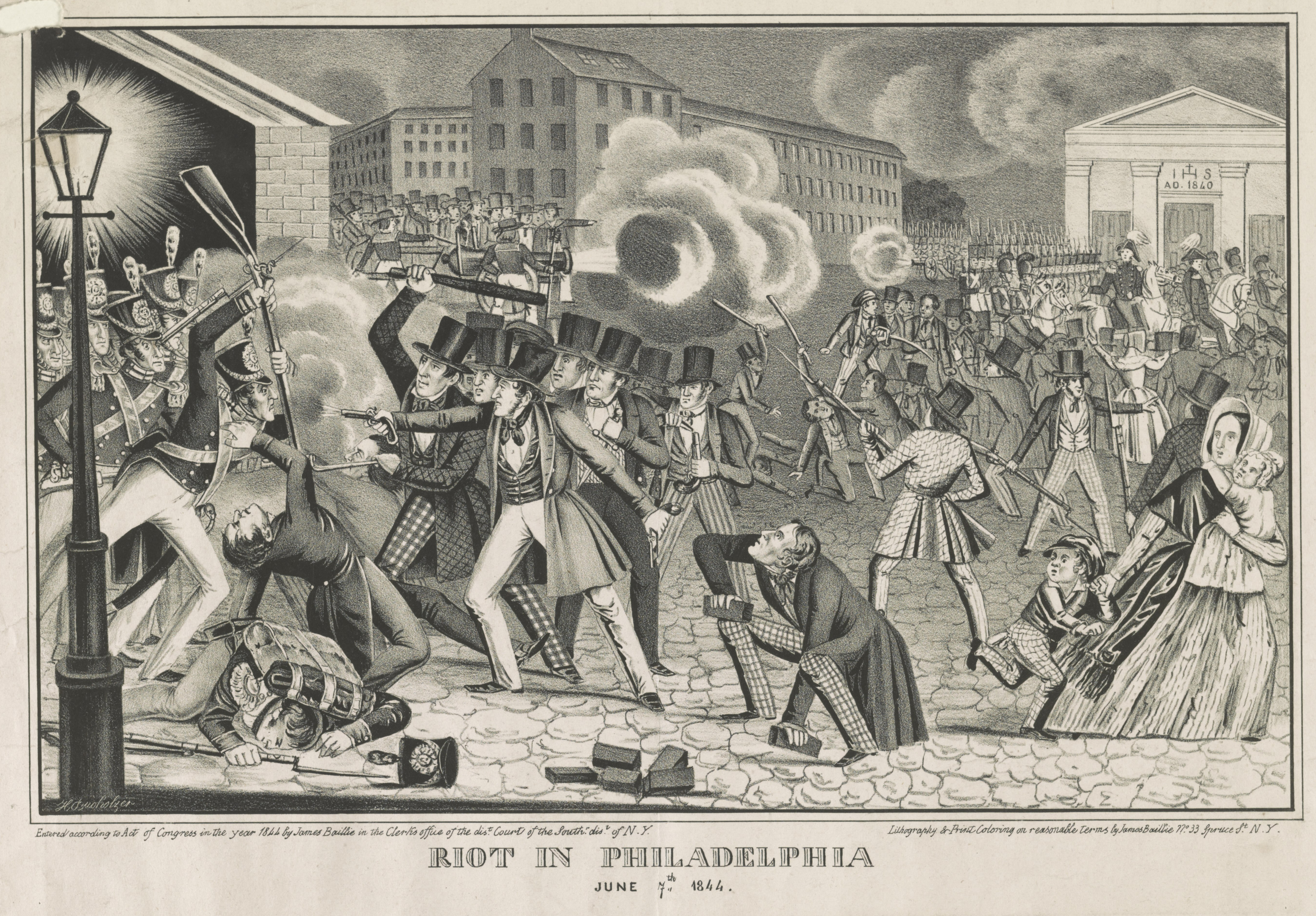
Столкновение нативистов с ополчением штата в Филадельфии 7 июля 1844 года. Литография Г. Бухгольцера

Как свидетельствовал сам Игнатиус в составленной им генеалогии, семейство Доннелли происходило из Финтоны, графства Тирон в Северной Ирландии, и заявляло о родстве с кланом О’Нилов. Из-за общего разорения йоменов после наполеоновских войн за океан подался и 20-летний Филип Кэрролл Доннелли. Он намеревался стать священником и поступил в католическую семинарию в пенсильванском Питтсбурге, но не сумел её закончить и служил коммивояжёром у дяди. Далее Филип смог открыть собственную лавку, которая обслуживала фермеров из глубинки. 29 июня 1826 года он женился на Кэтрин Гэвин, американо-ирландке, семейство которой также было из Тирона; сын, крещённый Игнатиусом Лойолой (в честь основателя Ордена иезуитов), родился 3 ноября 1831 года. Далее Филип решил учиться на врача, а Кэтрин обеспечивала семью ростовщичеством, в чём немало преуспела из-за жёсткого характера, ораторских способностей и отличных деловых качеств. Филип Доннелли добился открытия практики, но в возрасте 31 года скончался во время тифозной эпидемии, оставив вдову с шестью детьми; Игнатиусу было тогда семь лет. Врачом Филип пробыл всего два года. Игнатиус утверждал, что хорошо запомнил отца, а также, что Филип был страстным почитателем Фрэнсиса Бэкона. Мать более не выходила замуж и целиком посвятила себя детям; однако дома царила строгая дисциплина и религиозные порядки.
Во времена молодости Доннелли Филадельфию раздирали вооружённые столкновения между католическими эмигрантскими общинами ирландцев и немцев. В основном они вступали в Демократическую партию, что порождало обвинения, что новые американские граждане, не разбираясь в политике, голосовали так, как приказывали священники. Противостояние достигло пика летом 1844 года, прошли погромы и было сожжено две из тринадцати католических церквей в городе. Доннелли после этого отказался от среднего имени «Лойола», однако всегда гордился ирландским происхождением.

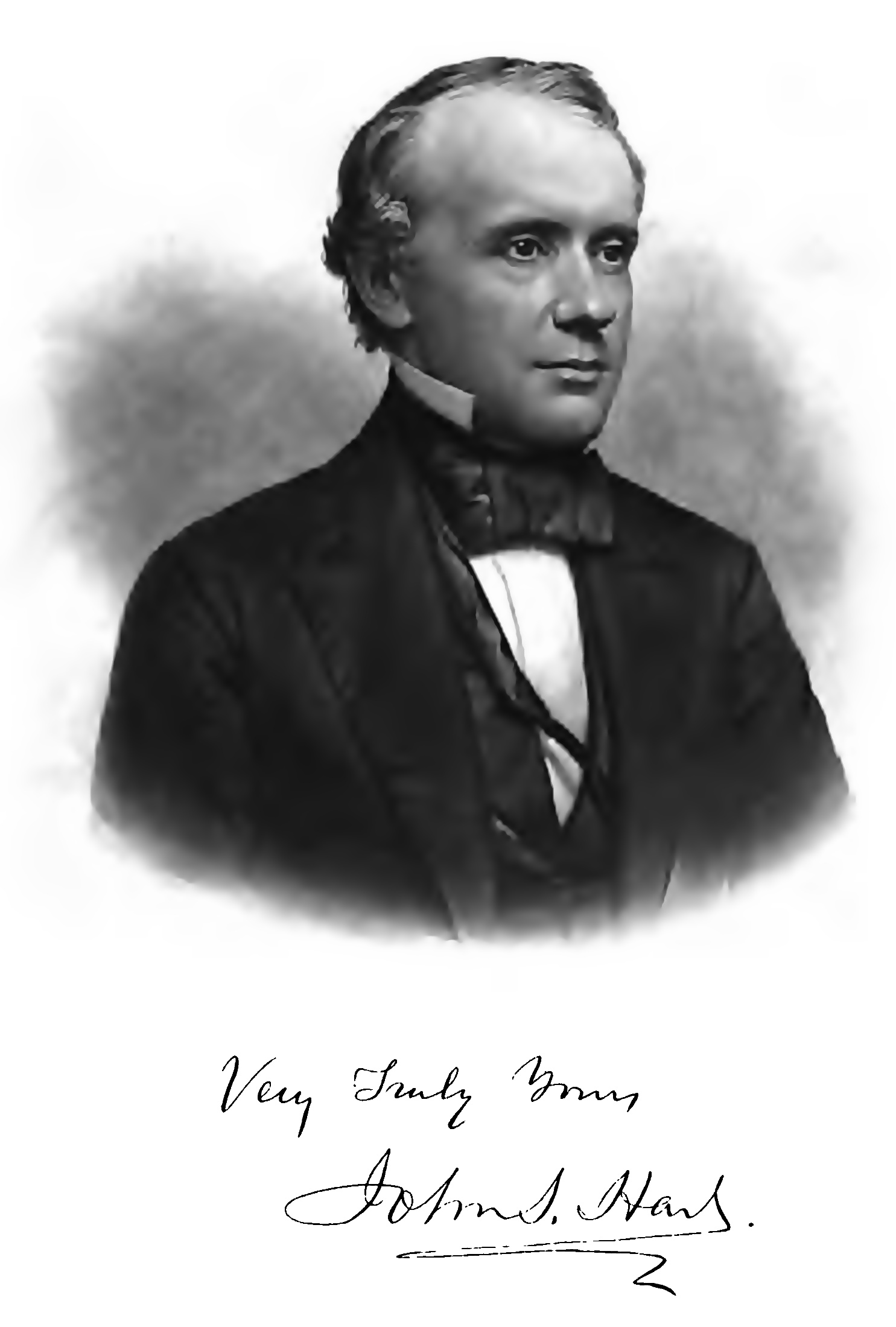
Джон Сили Харт

Несмотря на религиозность, Филип и Кэтрин Доннелли давали своим детям светское образование в государственных школах. Впоследствии Игнатиус утверждал, что годы учения были самыми счастливыми в его жизни, а сам по себе институт общеобразовательных школ давал лучшую прививку от фанатизма любого сорта. Начальное образование он получал в грамматической школе Рингольда в пригороде, а далее перешёл в престижную Центральную школу, в которой учился до 1849 года. Директором Центральной школы был Александр Бейч, который внедрил передовую программу, включающую математику, физику, естествознание, химию, французский, латинский и греческий языки, и рисование. Эта программа была на уровне некоторых американских университетов, и предназначалась для воспитания будущих «аристократов духа» — лидеров нации. Доннелли под его руководством стал заядлым читателем, который одинаково ценил «Кентерберийские рассказы» Чосера и «Путешествия» Хаклюйта. Учителем литературы был Джон Харт («самый аристократически воспитанный человек в США, не исключая президента»), для которого «божествами английского языка» были, кроме Чосера, Мильтон, Спенсер и Шекспир, и который помнил все их произведения наизусть, постоянно цитировал и того же ожидал от учеников. Кроме того, Харт привил Доннелли привычку изучать первоисточники, а также читать сборники прецедентов, которых в его личной библиотеке насчитывалось более ста. Учитель раскрыл в Игнатиусе литературный талант, приохотил к сочинению прозы и широкому использованию поэзии в повседневной речи, и поставил редактором школьной газеты The Minute Book. В архиве Доннелли сохранился экземпляр её выпуска с сонетом «Жизнь» самого Игнатиуса, — явным подражанием Шекспиру. В школе он приобрёл ряд привычек на всю жизнь: например, записывать пришедшие на ум идеи в любой обстановке, даже если приходилось просыпаться и вставать с постели. Сохранившиеся аттестаты, впрочем, свидетельствуют, что оценки Игнатиуса по математике были посредственными, равно как и по естествознанию и географии. Немецким языком он так и не овладел, хотя став взрослым, пытался читать Гёте, и кое-как говорил, смешивая немецкие слова с голландским уличным жаргоном, распространённым в Филадельфии. В 17-летнем возрасте он пытался всерьёз заниматься поэзией, но в итоге получались агитационные стихи (в то время Игнатиус вступил в движение «Молодая Америка», а затем в Демократическую партию). Он даже пытался отправить свои опусы на одобрение Оливеру Холмсу, который прислал обстоятельный отзыв, мягко призвав Доннелли самому оценить «соответствие высшим требованиям, составляющими истинный поэтический характер». Игнатиус опубликовал несколько слабых стихотворений в 1850—1852 годах, из которых самым значительным был «Лесной фонтан», напечатанный в «Graham’s Magazine». Младшая сестра Элеонора Доннелли впоследствии прославилась как католическая поэтесса.
Окончив школу, Доннелли не пожелал работать в семейном ломбарде, и устроился для изучения юриспруденции в контору Бенджамина Брюстера, в которой проработал три года. В 1852 году он открыл собственную адвокатскую контору; в сохранившихся документах за 1852—1856 годы числится более 150 дел, преимущественно касающихся разбора личных конфликтов. Заработки были малыми и нерегулярными, а один из клиентов задолжал 150 долларов — очень значительную по тем временам сумму, причём его дело объединяло 29 отдельных случаев. Вероятно, с подачи Брюстера Игнатиус профессионально занялся политикой. Программа Демократической партии привлекала его тем, что это была единственная в США сила, которая покровительственно относилась к эмигрантам и католикам. Первые публикации Доннелли были направлены против Хораса Грили, причём молодой политик попытался проанализировать его взгляды с точки зрения модной тогда френологии. По словам биографа Дэвида Андерсона, так впервые проявились псевдонаучные интересы Игнатиуса, приведшие его через три десятилетия к написанию «Атлантиды». 4 июля 1855 года Доннелли дебютировал на митинге Демократической партии, в своей речи призвав понять, что эмигранты «оплодотворяют» Америку, а республика так велика и её институты настолько жизнеспособны, что вберут и перемешают в себе всех, и превратят пришельцев из-за океана в подлинно демократическую нацию. Игнатиус обратил на себя внимание сенатора Брекинриджа, благодаря протекции которого был отобран для выборов в законодательное собрание штата, но кандидатуру пришлось снять за день до начала голосования, так как против него выступила Liquor League — организация авторитетных собственников.
В сентябре 1855 года Доннелли женился. Со своей невестой Кэтрин Маккэфри он встретился в День всех святых 1854 года. Она происходила из религиозной семьи ирландцев-католиков, поэтому поначалу отношения складывались непросто: к тому времени младший Доннелли отошёл от всех форм церковной жизни. По мнению Д. Андерсона, вероятно, он считал религию «женским делом». Мать не одобряла выбор Игнатиуса, возможно, по причине невысокого социального происхождения семейства невесты. В дневнике Доннелли раздражённо писал, что «диспуту о геральдике не место в ломбарде». В июле 1855 года он был вынужден пойти на разрыв с семьёй (сёстры приняли сторону Кэтрин Доннелли), и в результате ни он, ни Кэтрин Маккэфри не общались с матерью и свекровью в течение пятнадцати лет. Даже рождение первенца, названного Игнатиусом Кэрролом, не улучшило отношений. Заработки Игнатиуса возросли, когда он вошёл в руководство строительным кооперативом, который собирал средства и строил дома для немецких поселенцев. К 1856 году Доннелли был юрисконсультом в пяти подобных ассоциациях, и оказался под подозрением в растрате, причём одним из обвинителей был его двоюродный брат Джон Дюросс. Тот заявил, что Игнатиус Доннелли, пользуясь доверенностью от сестры, использовал своё положение, чтобы выгодно перепродать земли фирме Union Land and Homestead Building Association. Игнатиус устроил публичное разбирательство, был оправдан, но его глубоко уязвило, что мать поддержала обвинителей.

### Путь на Запад (1856—1863)

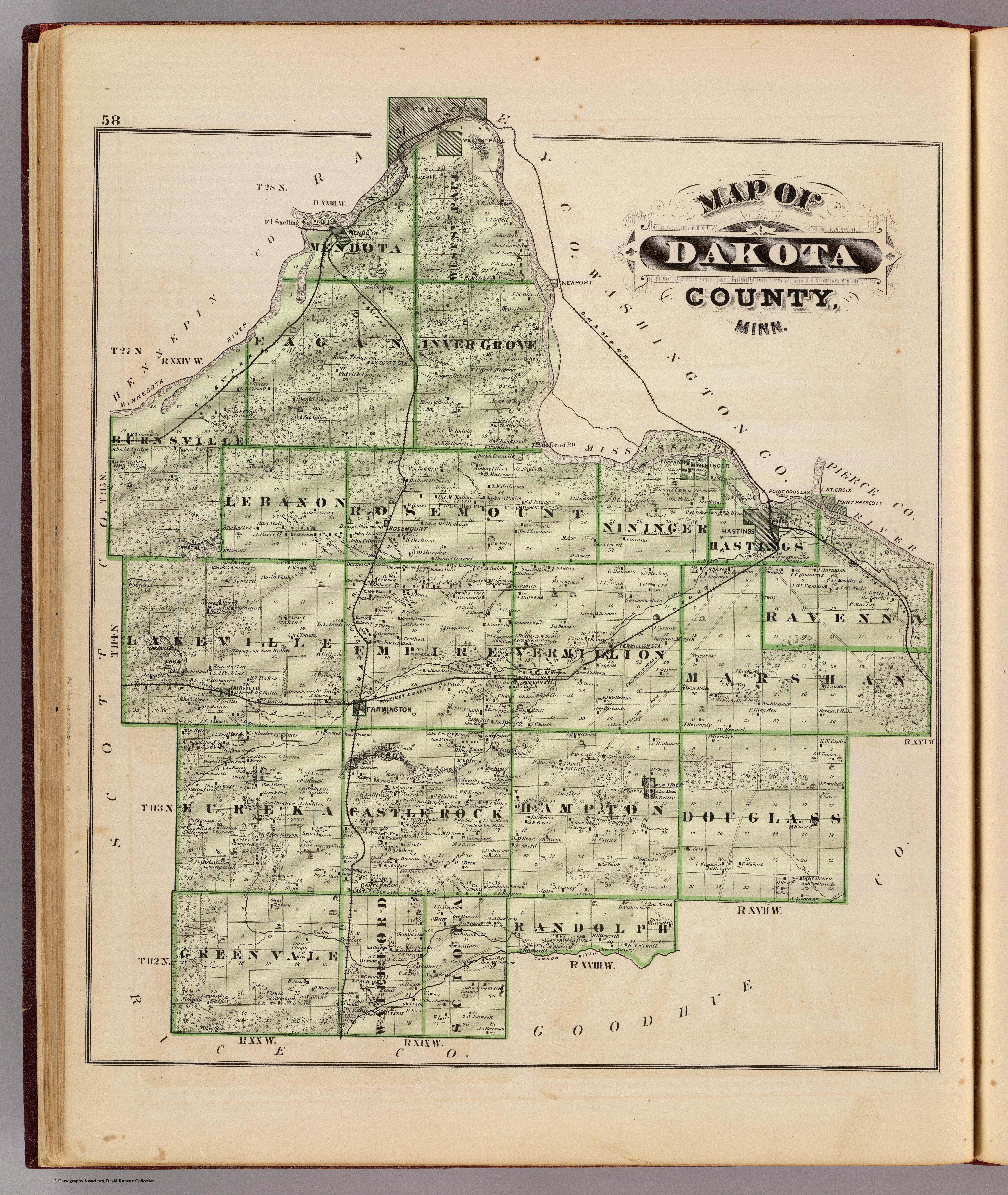
Карта округа Дакота из «Атласа штата Миннесота» 1874 года, на которой обозначены Нинингер и дом Доннелли

Судя по материалам архива Доннелли, в 1856 году он принял твёрдое решение покинуть Филадельфию и искать счастья на Западе. Впервые эта идея содержится в его дневнике и переписке от 1852 года. О Миннесоте он мог узнать ещё в 1849 году, когда конгрессмен от Пенсильвании Александр Рэмси был назначен первым губернатором этой территории. Одним из лоббистов инвестирования в Миннесоту был Джон Нинингер — муж сестры Рэмси. Она училась музыке у друга Доннелли, и так произошло знакомство. Игнатиус решил отправиться на разведку, рассчитав бюджет двухмесячной поездки в 600 долларов; беременная Кэтрин оставалась дома. 14 апреля 1856 года Игнатиус железной дорогой двинулся в путь, который оканчивался в те времена в Айова-Сити. Неосвоенная прерия не вызвала энтузиазма молодого человека. Тем большим контрастом стало прибытие 7 мая в Сент-Пол, в котором Доннелли был представлен экс-губернатору Рэмси, банкирам и даже председателю только что основанного Исторического общества Миннесоты. Сам Нинингер был малограмотным, хотя и обладал большой житейской смёткой; Игнатиус отправился осматривать с ним потенциальное место для города в округе Дакота. Там Доннелли записал в дневнике, что ощутил «как моя жизнь каким-то образом будет тесно связана с этим местом». Он предложил назвать поселение Нинингером и начал переговоры о вложениях, хотя ему предлагали обосноваться в Шисаго, уже освоенном шведскими иммигрантами. 28 мая он возвратился в Филадельфию. До конца года Игнатиус ещё дважды наезжал в Сент-Пол, чтобы оценить климатические условия разных сезонов. В мае 1857 года Доннелли окончательно принял решение о переезде. Для привлечения поселенцев в Филадельфии было начато издание газеты Emigrant Aid Journal, первый номер которой был выпущен на двух языках, английском и немецком, далее планировалось продолжить издание уже в Нинингере. В прессе Нью-Йорка печатали рекламу, а в порту распространяли рекламные листовки. Потенциальным поселенцам предлагалось купить членство в Обществе содействию Нинингера за 25 долларов, что гарантировало проезд до места (который стоил около 15 долларов). Планировалось даже договориться о запуске трансатлантической линии из Глазго.
Доннелли деятельно взялся за развитие города. Он убедил друзей из Филадельфии и Сент-Пола подписаться на 1000 долларов для строительства отеля, распланировал город и его окрестности, и заранее зафрахтовал баржу для перевозки людей и грузов. Он также закупил и забросил на место материалы для строительства собственного дома. Этим проектом руководил старший брат Джон Гэвин, который тут же стал пьянствовать и скандалить, а после возвращения домой распространял порочащие Игнатиуса слухи. Вдобавок, Нинингер располагался всего в двух милях от Гастингса, который быстро развивался и уже насчитывал две тысячи жителей. Экономический кризис 1857—1858 годов и превращение Гастингса в административный центр округа Дакота окончательно поставили точку на градостроительных планах. К тому времени было построено около сотни домов, и даже было основано Сельскохозяйственное общество округа Дакота, но далее пришлось поспешно распродавать участки и долговые обязательства, чтобы вернуть потери и избежать уплаты налогов. На репутации Игнатиуса, ещё не восстановленной от прежних скандалов, это сказывалось не лучшим образом. Основным источником доходов Доннелли (Кэтрин родила второго ребёнка — дочь Мэри) стала юридическая практика, основным клиентом был экс-губернатор Рэмси. Он также познакомился с врачом и спичрайтером Рэмси — Томасом Фостером, чья резиденция была недалеко от Нинингера. Фостер привлёк Игнатиуса к работе местного отделения Республиканской партии, и на конвенте он был избран секретарём. Впрочем, судя по дневнику, Доннелли не относился к политике серьёзно.
Из-за финансовых трудностей Кэтрин в 1859 году отправилась с детьми в Филадельфию. На республиканском слёте в Гастингсе в июле 1859 года Доннелли неожиданно оказался кандидатом на должность вице-губернатора штата Миннесота, и победил. В прессе его называли «вундеркиндом», ибо политику-дебютанту было всего двадцать восемь лет. Кроме того, его избрали пресс-секретарём республиканцев, и Доннелли напечатал почти 50-страничное обращение к избирателям штата, в котором заявил о неприятии рабства («этому пережитку варварства») и запрету на дискриминацию по принципу происхождения, религии или национальности. Кэтрин осведомлялась, много ли ему платят, ибо скрывать огромные долги Доннелли становилось всё труднее. Демократы развернули в прессе большую кампанию, напирая на то, что Доннелли — ирландец-католик, а может быть, и «переодетый священник», о чём якобы свидетельствовало его среднее имя. На проявления нативизма Игнатиус реагировал болезненно.

Дом Доннелли в Нинингере. Фото сделано через три десятилетия после его кончины

Новоиспечённый 28-летний вице-губернатор довольно быстро внушил уважение своим политическим противникам, в чём ему помогало отличное образование и опыт юриста. Было принято непопулярное решение о снижении жалованья чиновникам вдвое (губернатору штата до 1000 долларов в год), сэкономленные средства предполагалось пустить на основание новых поселений. Сам Доннелли продвигал снижение процентной ставки по долгам и введение нового положения о банкротстве. Объяснялось это тем, что опустевший Нинингер пребывал в полной разрухе, а долг Игнатиуса к 1860 году достиг 5000 долларов, у него не было денег даже содержать семью в Сент-Поле. Кэтрин убедила его сдавать земли в аренду фермерам, усилить присутствие в Ассоциации аграриев и вступить в долю с братьями-соседями Хейсами. После окончания сессии легислатуры штата губернатор Рэмси отбыл в Вашингтон. Доннелли был оставлен исполнять обязанности губернатора, которых было немного; в тот период Сент-Пол ещё не был соединён телеграфной линией с Восточным побережьем. В этот период Игнатиус взялся за самообразование и большую часть времени проводил в библиотеке штата, набирая материалы для лекций и агитационных выступлений. Для души он читал исторические сочинения Шлегеля и Гизо, и «Анатомию меланхолии». Также ирландец проникся уважением к Наполеону, и впоследствии установил его бюст в своей библиотеке. Жалованье политика составляло 36 долларов в неделю, то есть почти 1900 долларов в год.
В преддверии гражданской войны Доннелли разработал стратегию привлечения электорального ресурса немецких, скандинавских и ирландских поселенцев в Миннесоте, которые традиционно голосовали за демократов. Ещё в 1858 году он опубликовал воззвание «Трудящимся Старого Света!» (газета St. Paul Minnesotan от 18 июля 1858 года), в котором ставил перед читателями дилемму: если человечество обречено «карабкаться по лестнице, восходящей от варварства к высотам цивилизации», то Новый Свет освободил многие ступени наверх, занятые в Европе аристократами. В этой ситуации Демократическая партия, «преданная Югу и рабству», противопоставлялась Республиканской партии, которая «не имела в своём прошлом ничего позорного и мрачного», и «всецело руководствуется принципами Декларации независимости». Впервые высказанная в этой статье формула «отдавая неизменную справедливость чёрным, продвигать достоинство и способствовать благополучию белой расы», использовалась в том или ином виде до конца жизни Доннелли. Когда война началась, Игнатиус не скрывал симпатий к Союзу и произнёс речь в поддержку радикальной республиканской политики. В частности, он заявил, что «восстание против справедливого и благодетельного правительства есть самое отвратительное из преступлений, заслуживающее самого страшного из наказаний». На южан-раскольников должен пасть «гнев всей нации, и они падут, и будут испепелены огнём, как в древности, когда на мятежников нисходил гнев Божий». Поздним летом 1862 года в Миннесоте началось восстание индейцев сиу. Основной причиной стало то, что аборигены исчерпали все запасы хлеба в резервациях, которые имелись на складах, однако федеральные фонды для оплаты поставок индейцам не были перечислены. 15 августа представитель индейских агентов цинично предложил аборигенам «есть траву», они убили его и набили рот трупу той самой травой из прерии, а затем начали разграбление складов в Нью-Алме. Подавление восстания возглавил Александр Рэмси. Доннелли тоже присоединился к карательному отряду, и хотя лично не участвовал в битве у Форт-Риджели, 28 августа опубликовал репортаж об исходе гражданского населения из зоны конфликта. Это привлекло симпатии военных на сторону республиканцев.

### Конгрессмен. Превратности политической карьеры (1863—1880)

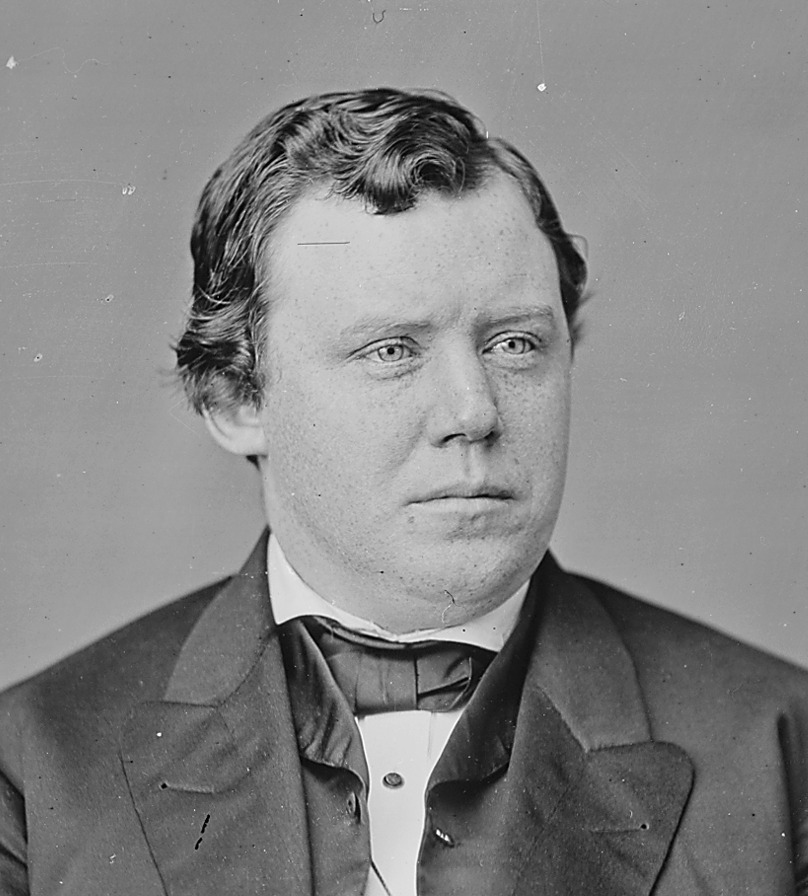
Игнатиус Доннелли — конгрессмен

Осенью 1862 года Доннелли обратился лично к президенту Линкольну с просьбой разрешить агитацию для избрания в Конгресс, так как победа республиканцев в Миннесоте была под угрозой. Предвыборную агитацию он вёл на ярмарке округа Дакота, в своей речи заявив, что главной силой Америки является неотъемлемое право на власть для всего народа, тогда как на Юге была сделана попытка уничтожить это положение. Сосуществование двух разных обществ нетерпимо в рамках одного государства, поэтому «на благо всего человечества, свободное правительство должно восторжествовать». На Рождество 1862 года стало ясно, что Доннелли прошёл в Палату представителей, сделавшись четвёртым представителем от штата Миннесота. Поздравление прислала даже мать.
Первую речь в Палате представителей Игнатиус Доннелли произнёс 27 февраля 1864 года в поддержку деятельности Федерального иммиграционного бюро. Он заявил, что само по себе существование миллиарда акров свободных земель по ту сторону Атлантики, и миллионов «бедных и страдающих от угнетения» людей в Старом Свете создаёт почву для исхода, в котором «избранные расы человечества смогу занять избранные земли мира». Иными словами, он синтезировал джефферсонианство и доктрину явного предначертания, что не произвело большого впечатления. По слухам, передаваемым газетой St. Paul Pioneer, президент Линкольн даже заявил, что все конгрессмены произносят одну и ту же речь на новый лад. В сентябрьской программной речи 1864 года Доннелли говорил о грядущей Реконструкции, и в известной степени повлиял на формирование повестки дня. Тем не менее Игнатиус столкнулся с сильной оппозицией демократов, в прессе педалировались слухи о его мошеннических действиях в Фидалельфии и ренегатстве в Миннесоте, что не помешало ему переизбираться в том же 1864 и 1866 годах. Однако из-за раскола Республиканской партии в 1868 году Доннелли проиграл 2300 голосов своему конкуренту. Этому способствовала поддержка импичмента президента Эндрю Джонсона, громкое заявление о предоставлении избирательного права неграм в Миннесоте и поддержка манифеста Уэйда — Дэвиса от 5 августа 1864 года. Первое время конгрессмен лоббировал интересы железнодорожных компаний Дакоты, Гастингса и Запада, получая вознаграждение акциями, но затем занял радикальную позицию в отношении национализации инфраструктуры. Впоследствии это тоже стало основой многочисленных обвинений. Он также поддержал создание Национального бюро образования, которое должно было заниматься просвещением и трудоустройством освобождённых рабов и продвигал идею лесонасаждений в прериях. Поддержал он и законопроект о покупке Аляски, который обсуждался в конце его пребывания в Конгрессе.
После провала на выборах Доннелли был вынужден зарабатывать на жизнь, заняв пост вашингтонского корреспондента St. Paul Dispatch. В ведомой им колонке он становился всё более критичным к курсу республиканцев, заявив 1 марта 1870 года, что они должны «выбирать между народом и капиталистами». В том же году он попытался включиться в кампанию против тарифной политики, которая, в его понимании, ущемляла права колонистов Запада в угоду крупным хозяйствам Восточного побережья. Он получил поддержку вновь созданной Народной партии, но на выборах в Миннесоте набрал всего 2600 голосов (при общем числе избирателей в 32 000), так как в этот сезон цены на пшеницу подскочили на 40 % по сравнению с предыдущим годом, и фермеры «не ощущали себя жертвами». В 1871 году Игнатиус вернулся из Вашингтона в Нинингер, где занимался своими земельными владениями и подрабатывал публичными лекциями. Поскольку Лицей Миннесоты, где они проходили, и рекламные агенты требовали несообразной платы, Доннелли подготовил два цикла выступлений: «Шесть лет в Вашингтоне» и «Американские юмористы». В дневнике он описал собственный ораторский метод: избегать тематики, которая заденет политические и религиозные чувства потенциальной аудитории, не навязывать слушателям собственные взгляды, и учитывать, что среди зрителей могут оказаться более образованные и компетентные люди, чем сам выступающий. С точки зрения стиля, надо избегать сухости и навязчивости, но и не стремиться заигрывать с публикой, не следует считать, что зрители глупее оратора. «Надо стремиться… наставлять без педантизма, нравиться, не утомлять, и развлекать, не становясь шутом».
Доннелли занял оппозицию фракции Гранта в Республиканской партии и в дальнейшем происходила радикализация его политической позиции. В 1872 году он вёл активную кампанию за избрание Хораса Грили на пост президента, но тот потерпел поражение. С 1873 года Игнатиус Доннелли был вовлечён в создание рабочей партии, и в результате был избран в сенат штата от вновь основанной Антимонопольной партии. В сенате в 1874 году он стал признанным лидером радикалов, активно лоббируя федеральный контроль над за лесозаготовками, банковскими и страховыми компаниями, а также интересами железных дорог. В том же году он основал собственную газету «Антимонополист». В 1875 году партия пережила раскол, а Доннелли возглавил Независимую антимонопольную партию, которая в 1876 году вошла в коалицию с Партией гринбекеров. Игнатиуса избрали председательствующим на национальном конгрессе гринбекеров, но не выдвинули в кандидаты в федеральный Конгресс. В конце концов в 1878 году он вернулся в стан демократов.
Предвыборная кампания предстояла «грязной» (были заготовлены бюллетени для вбросов) и требовала больших расходов. Казначей штаба Доннелли — редактор St. Paul Globe Харлан Холл — подсчитал, что минимальная сумма, необходимая для победы, была 3000 долларов, тогда как собрать удалось всего 640. Противостоять предстояло могущественной Ассоциации мельников Миннеаполиса, которая монополизировала и без того монокультурный рынок пшеницы, так как хлебных бирж не было нигде в штате. Главой ассоциации был Уильям Уошберн, который был главным противником Игнатиуса. Доннелли даже колебался, участвовать ли ему в выборах. Во время предвыборной кампании он старательно обходил местные проблемы и обращал умы слушателей к вопросам национального масштаба, например, сравнительной стоимости бумажных, золотых и серебряных денег. По своим экономическим взглядам Доннелли всю жизнь был инфляционистом, считая, что количество денег в обращении должно быть привязано к реальным потребностям людей, права которых оказались под угрозой из-за сговора монополистов. Штаб Уошберна развернул широкомасштабную информационную кампанию, в которой были возрождены давно забытые скандалы вокруг имени Доннелли, его обвиняли равно в «папизме» (в том числе в сокрытии второго имени «Лойола»), и в «коммунизме». Поводом для очередного скандала стало обращение Доннелли к конгрессмену Ч. Коксу с просьбой о финансовой помощи, когда Игнатиус предлагал полную поддержку всех инициатив демократов в случае победы на выборах. Одновременно требовались большие средства на компромат на Уошберна, на что Доннелли пустил деньги от проданного за бесценок урожая со своих ферм. Наконец, он подал свои обвинения в подкомитет по выборам Конгресса, уличив Уошберна в подлоге, взяточничестве и запугивании избирателей, требуя аннулировать голоса в «подозрительных» округах. Разбирательство в Конгрессе тянулось с января по март 1879 года, и, наконец, 1 апреля Комитет по выборам Палаты представителей голосовал по делу «Доннелли против Уошберна». Доннелли не удалось пройти в Конгресс. Расследование тяжело далось Доннелли: он был болен и подавлен, и впервые в жизни стал употреблять алкоголь, смешивая его с хинином. Наконец, он смог вернуться в Миннесоту, разбираться с невыплаченными долгами. Некоторую компенсацию удалось получить, но она была на 1000 долларов меньше, чем составили реальные расходы на предвыборную кампанию и судебные разбирательства. На свой 49-й день рождения (3 ноября) Игнатиус записал в дневнике, что «придётся принять проклятое будущее таким, каким бы оно ни наступило». Впрочем, 31 декабря 1880 года он записал, что будет «сражаться до последнего».

### Частная жизнь и возвращение в политику (1880—1885)

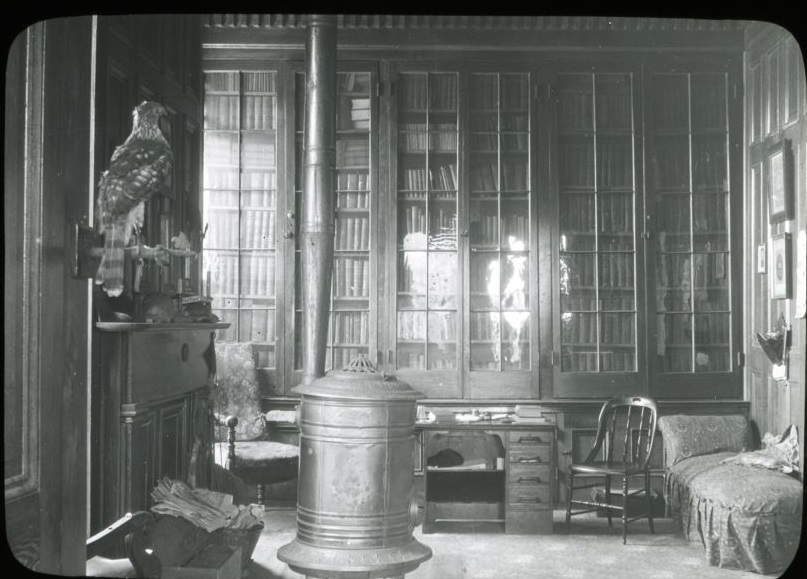
Библиотека в доме Доннелли в Нинингере. Фото Артура Адамса, сделанное в 1920-е годы

1880-е годы стали для Доннелли сложными. Имея огромные земельные владения, он терпел убытки, в чём Игнатиус винил происки Ассоциации мельников Миннеаполиса. Здоровье Кэтрин неуклонно ухудшалось, и она призывала мужа отказаться от слишком больших земельных владений, которые для семьи были тяжёлой обузой. В декабре 1880 года была начата распродажа скота и пастбищ в соседнем округе Стивенс. Кэтрин переехала в Сент-Пол; в её переписке неоднократно упоминалось, что она не любила Нинингер. Сдав земли в аренду, Игнатиус решился начать новый проект — написание книги об Атлантиде. Рукопись была закончена в марте 1881 года, и автор немедленно отправился в Нью-Йорк, имея рекомендации миннесотского книготорговца Д. Меррилла. 29 марта Доннелли побывал в издательстве Harper and Brothers, полагая, что придётся оплатить залог в размере стоимости половины тиража. Далее процесс затянулся: Кэтрин пришлось оставить на лечении в Филадельфии, а сам Игнатиус должен был присматривать за владениями в Нинингере, хотя тоже был нездоров; издательство разослало рукопись по рецензентам. По мнению биографа Дж. Риджа, именно это решило судьбу сына — Игнатиуса-младшего, который в сентябре 1881 года поступил в Колледж Джефферсон учиться врачебной профессии; в этом же заведении получил квалификацию и его дед. Было объявлено и о помолвке дочери Мэри, о чём в дневнике Доннелли было немало сентиментальных записей. Вопрос о публикации затягивался, в ноябрьском дневнике много рассуждений о наступающей старости, хотя Доннелли утверждал, что смотрел в будущее «с надеждой». От депрессии спасало чтение французских романов, Шекспира и книг по археологии. В канун Нового года он опасался стать неудачником: политическая карьера была на нулевой отметке, новостей из издательства не было. В январском дневнике 1882 года он даже предполагал, что задержка публикации объяснялась происками политических противников. О коммерческом успехе издания Доннелли узнал только из мартовских выпусков газет. Издательство готовило второе издание и прислало список исправлений, которые должен был внести автор, оптимистическими были прогнозы на продажи в Великобритании: издательство Лоу заказало 250 экземпляров в рекламных целях. Игнатиус даже получил вежливое послание от Гладстона, который был одним из первых его читателей. После издания «Атлантиды» Американская ассоциация содействия развитию науки избрала Доннелли своим действительным членом. В сезон 1883 года тема Атлантиды оказывала большое воздействие на общественное сознание и массовую культуру США: Марди Гра в Новом Орлеане был посвящён погибшему континенту, как и театрализованное представление балтиморского общества «Иволга». Также были анонсированы норвежский и шведский переводы книги.
Получив большую прибыль от книги (размер роялти непрестанно возрастал с новыми переизданиями и переводами), Доннелли весной 1882 года избавился от пятнадцати участков в Сен-Поле, которыми владел с 1857 года. Земля под застройку ушла примерно по 300 долларов за лот. Ферма в Нинингере потенциально была прибыльной, но через два года владелец избавился от 3000 акров сельхозугодий. После успеха «Атлантиды» (летом 1882 года разошёлся пятый тираж) Игнатиус за семь недель написал новую 450-страничную книгу «Рагнарёк», однако её наукообразие привело к отказу фирмы Harper and Brothers. Неудачно проведя переговоры с двумя потенциальными издателями, Доннелли договорился с фирмой Эпплтона на следующих условиях: 10 % от стоимости продаж первых двух тысяч экземпляров, 15 % за третью тысячу и 20 % от продаж, если тираж превысит четыре тысячи экземпляров. Несмотря на то, что «Рагнарёк» был разгромлен рецензентами, в Миннесоте за Доннелли прочно укоренилось прозвище «Мудрец из Нинингера» (Sage of Nininger), и это сыграло свою роль: за пять недель разошлось 3500 экземпляров второй книги Доннелли. К апрелю 1883 года был распродан весь пятитысячный тираж, что было даже лучше, чем у «Атлантиды». Впрочем, хотя бы приблизиться к суммарным продажам первой книги так и не удалось. В 1887 году Доннелли выкупил у издательства печатные формы и права на все последующие переиздания за 400 долларов, и к 1899 году распродал на территории США ещё девятнадцать тиражей. Настроение Доннелли улучшило и то, что к его дню рождения — 3 ноября 1883 года — в Сент-Пол вернулся сын Игнатиус-младший, который открыл в городе собственную врачебную практику.
Работа над «Атлантидой» совпала для Доннелли с предложением баллотироваться в федеральный Конгресс как независимого кандидата. Совмещать эти занятия он не мог, но поучаствовал в осенней предвыборной кампании 1882 года как агитатор и юрисконсульт. Тем не менее в 1884 году произошло возвращение к политической активности: Альянс фермеров Миннесоты 19 августа выдвинул его кандидатуру в Конгресс, причём Доннелли удалось объединить демократов, Народную партию, либеральных республиканцев и фермеров. В предвыборных речах он подчёркивал, что Альянс фермеров не является самостоятельной политической партией и не должен ею становиться; чтобы справиться с коррупцией, Альянс должен продвигать на выборах «правильных» кандидатов. В конечном итоге, выборы были проиграны, причём от более удачливого кандидата Игнатиуса отделяло не более тысячи голосов, но не удалось получить поддержки от альянса Кливленда. Осенью 1885 года Доннелли выступал на съезде Альянса фермеров Миннесоты, и в конечном итоге предпочёл вернуться к литературной деятельности.

### Шекспир и Англия (1885—1889)
Проблемы в деловой сфере, постигшие Доннелли, стимулировали его интересы в области шекспироведения. Однако основы его взглядов сложились намного ранее, в январе 1873 года, когда сильная метель заточила его в нинингерском доме. Игнатиус согласился с аргументами скептиков, которые утверждали, что имя актёра Шекспира было только литературной маской гораздо более одарённого и эрудированного человека. В 1882 году Доннелли начал поиски в тексте «Первого фолио» шифра, который должен был удостоверить истинное авторство пьес, которое юрист приписывал Фрэнсису Бэкону. К концу 1883 года дешифровка стала почти единственным занятием Игнатиуса. В январе 1884 года он начал переписку с главой частной железной дороги Эпплтоном Морганом (1845—1928), написавшим «Миф о Шекспире», которая продолжалась весь год; встречались они и лично. Собственную книгу Доннелли назвал «Великой криптограммой», о чём сообщал в интервью чикагской и вашингтонской прессе весной 1885 года. Игнатиус связался с нью-йоркским издателем Пилом, который предложил ему роялти в размере 1 доллара за отпечатанный экземпляр и брался оформить все авторские права. В рекламных целях Доннелли напечатал цикл статей о Шекспире в North American Review и всячески способствовал широкой кампании продвижения своей книги и теории. Пользуясь своими связями, он добился размещения бесплатных рекламных объявлений в американской прессе, стоимость которых газета St. Paul Globe оценила в 2000 долларов. Пил пришёл к выводу, что сможет продать не менее ста тысяч экземпляров книги, и выплатил Игнатиусу аванс в 4000 долларов. Далее он намеревался продвигать книгу в Англии и устроить турне Доннелли за океаном — на родине Шекспира и Бэкона.

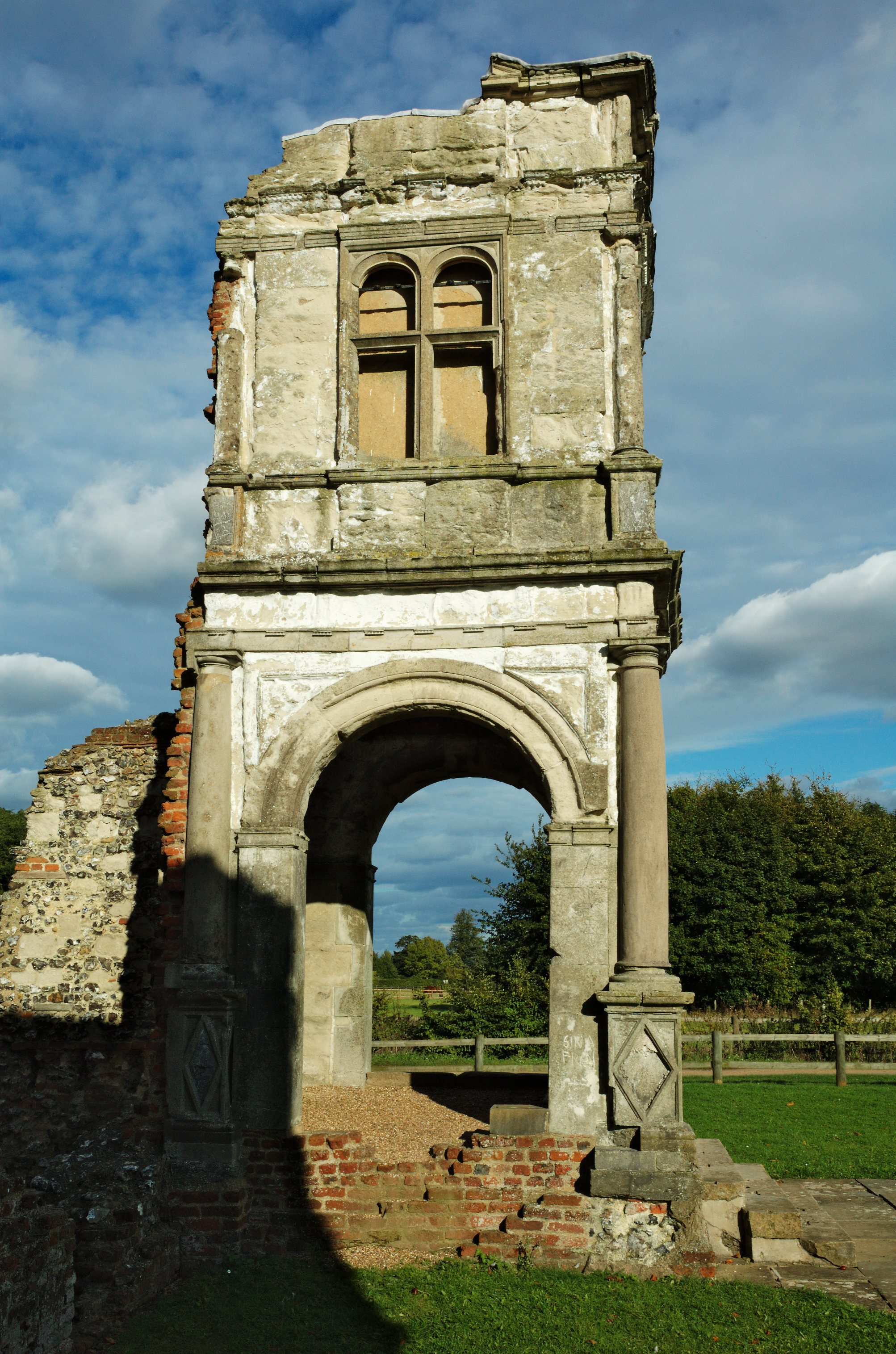
Башня в Old Gorhambury House графов Веруламских, в которой, как считал Доннелли, рождался «код Шекспира». Фото 2005 года

Пил добился частичной публикации книги Доннелли в The Daily Telegraph, которая началась в ноябре 1887 года, и сразу вызвала негативную реакцию. 30 ноября два газетных столбца были посвящены переписке с читателями, в полемику постепенно втягивались и другие британские издания. В американской прессе отзывы также были скептическими; Пил отказался выплачивать Игнатиусу роялти, пока не начнутся реальные продажи. В дневнике Доннелли откровенно писал, что его концепция не идеальна, и есть много моментов, которые он не проработал должным образом. В последний момент он обратился к астроному Колберту (через редактора Chicago Tribune), который, не чинясь, заявил, что Игнатиус ничего не смыслит в криптографии, а якобы выявленная им «система» обеспечивает неприемлемо большое число вариаций шифра.
После того, как 998-страничная рукопись была сдана в набор, в апреле 1888 года Игнатиус Доннелли отплыл в Англию. Кэтрин осталась в Филадельфии у родных, но Игнатиуса сопровождал старший сын. Доннелли-старший намеревался провести цикл лекций и диспутов и пообщаться со сторонниками бэконианства. Сразу же писатель отправился в дом Фрэнсиса Бэкона в Сент-Олбанс, о чём подробно писал Кэтрин и посылал ей открытки. Вестминстерское аббатство не вызвало у него восторга, он утверждал, что «богатство слишком часто основано на подлости», и «вся респектабельность» сосредоточена лишь в Уголке поэтов. 17 апреля 1888 года прошла первая лекция Доннелли в Вестминстер-холле, организованная участницей Бэконианского общества миссис Генри Поттс, на которой присутствовали около 900 человек, включая Оскара Уайльда и Гладстона. Бывшего конгрессмена принимали в Палате лордов, где он встречался с лордом Абердином, знакомым ещё по США, Доннелли также допустили в библиотеку Палаты. Самая серьёзная встреча состоялась 31 мая 1888 года в Оксфордском университете, когда Игнатиус разъяснял свою теорию перед студентами и учёными. Как было положено на диспутах, устроили голосование, на котором «за» бэконианскую теорию проголосовали 27, а «против» 167 человек. 4 июня Доннелли устроили диспут с профессором Лизом в Тринити-колледже в Кембридже, на котором за аргументы Лиза проголосовали 120 человек, и 101 поддержал Доннелли. В дневнике он писал, что «к его удовлетворению, ещё 300 присутствовавших были так сбиты с толку, что отказались выражать своё мнение». Игнатиус получил приглашение председателя Бэконовского общества Роберта Теобальда, им заинтересовались в Королевском колледже хирургов, а Literary World посвятил «Великой криптограмме» целый разворот.
Приём, оказанный теориям Доннелли, полностью его разочаровал. Кэтрин в переписке напоминала, чтобы в частных и публичных ответах на критику он обращал внимание только на содержательные моменты и не переходил на личности. В дневнике Игнатиус жаловался, что несчастья преследуют его уже двадцать лет подряд. Владелец поместья Бэкона отказался разрешать раскопки, чтобы отыскать тайные рукописи. Впав в депрессию от дождливого лондонского лета, Доннелли с сыном решили посетить малую родину их предков в Ирландии. По пути они заехали в Шотландию и осмотрели дом Роберта Бёрнса. В дневнике Игнатиус проклинал «папистов и оранжистов, которые держат людей моей крови в постоянной нищете, без удобств, удовольствий и просвещения». Впечатления были мрачными: Ирландия оказалась «проклятой землей» с «проклятым народом», вдобавок, Доннелли угнетала мысль о возвращении в США, где он ожидал насмешек над своей теорией. Тем не менее, оказавшись 2 августа на борту парохода «Умбрия», Доннелли писал жене, что «не отдал бы Миннесоту за всю Британскую империю», не скрывая радости, что навсегда покидает эту «снобистскую, фанатическую, сословную, полузатопленную страну».
К январю 1889 года интерес к «Великой криптограмме» угас и в США. Суммарная прибыль от книги составила 8194 доллара 37 центов (не считая четырёхтысячного аванса), но Доннелли подозревал Пила в махинациях и утаивании дохода. Издатель настаивал, что Игнатиус должен лично продвигать книгу и ездить с лекциями по стране; сам Доннелли обратился к агентству Пинкертона для проведения независимого аудита издательства, книжного склада и распространителей. Наконец, Пил подал на Доннелли в суд, требуя возмещения убытков. В конце концов автор выкупил печатные формы, и поклялся, что построит у себя в саду павильон для их хранения, «как памятник грандиозного провала». Тем не менее скандалы вокруг книги оживили интерес к Доннелли, и он сделался востребованным лектором. Осенью 1889 года его пригласил преподобный Уильям Дэвидсон — основатель движения за образование взрослых в США «Шатокуа», который хотел использовать «Великую криптограмму» как учебное пособие. Далее в 1891 году Доннелли пригласили провести серию дебатов о шекспировском вопросе с профессором Фриманом из Висконсина. Гонорар должен был составлять 100 долларов за выступление, столько раз, сколько получится собрать аудиторию. Однако сами дебаты оказались «развлечением для школьниц», во время которых Доннелли чувствовал себя «Фальстафом». Всё это, однако, не поколебало уверенности Игнатиуса в том, что он произвёл переворот в шекспироведении, и однажды в дневнике он с досадой записал, что «величайшей глупостью является заниматься политикой в то время, когда надо дешифровать до конца код Бэкона».
Параллельно всему перечисленному, Игнатиус Доннелли продолжал активное сотрудничество с миннесотскими рабочими и фермерскими организациями. При разработке программы Альянса фермеров в 1886 году, Доннелли советовал включить в документ положения о налоговых тарифах, биметаллизме, национализации железных дорог и основании агротехнических и селекционных станций, финансируемых из федерального бюджета. В следующем году был образован союз рабочих и фермеров в ходе объединения «Миннесотских рыцарей труда» и демократов, который без предварительного согласия выдвинул Игнатиуса в Палату представителей штата, и он прошёл с перевесом в 800 голосов. Как представитель альянса, Доннелли отличался большой активностью, но без всякого успеха. Это проявилось во время обсуждения законопроекта о едином налоге «в духе Генри Джорджа», против которого активно выступал Игнатиус. Далее он прервал участие в сессиях и вернулся к шекспировскому вопросу. Осенью 1888 года Доннелли был выдвинут от фермерского альянса на пост губернатора штата, тогда же объявив, что его долг — «защищать людей от грабежа железнодорожными корпорациями», но, здраво оценив свои перспективы, 11 октября снял свою кандидатуру. Позднее он перешёл в стан Демократической партии, и проиграл 150-ю голосами, после чего практически сразу же включившись в борьбу за кресло федерального сенатора. На следующий день после поражения (19 января 1889 года) он стал писать роман «Колонна Цезаря».

### Популистская партия (1890—1901)

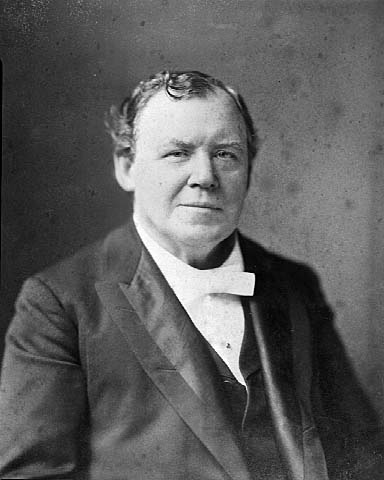
Игнатиус Доннелли в 1898 году

Завершив работу над «Колонной Цезаря», 4 марта 1890 года Игнатиус Доннелли выступил в качестве основного докладчика на миннесотском съезде Северо-Западного альянса профсоюзов, но не был избран его главой. Летом того же года он неудачно выступил на выборах губернатора Миннесоты. Доннелли не удалось стать единственным кандидатом от Альянса фермеров. На внутрипартийных выборах прошла «тёмная лошадка»: глава сельскохозяйственного журнала из Миннеаполиса Сидни Марк Оуэн. Впрочем, на выборах губернатора Оуэн занял только третье место после кандидатов от Республиканской и Демократической партий. Сам Доннелли после раскола в стане республиканцев прошёл в Сенат Миннесоты. Осенью 1890 года оформилось его политическое кредо: необходимость реформы всех политический партий и последовательное разоблачение «тех, кто шёл на союзы с эксплуататорами». Успех романа, воспринимаемого как политический манифест, способствовал активности Доннелли в общенациональном масштабе. В легислатуре Миннесоты Доннелли по-прежнему лоббировал национализацию железных дорог и введение прогрессивного налога, а также отмену детского труда и реформу избирательного права. Результаты своей работы он подытожил в дневнике: «в масштабе государства сложно понять, кто наиболее опасен для общества: дураки или мошенники». Напротив, во враждебно настроенной к нему газете St. Paul Globe Доннелли обвиняли в том, что тот не предложил ни одного конструктивного законопроекта, и при этом «нет человека, который бы предотвратил принятие столь большого числа мудрых и нужных законов» из-за своей «бесконечной болтовни и шутовства». В мае 1891 года Доннелли был избран главой комитета реформаторских партий в Цинциннати; предполагалось, что он станет единым кандидатом в президенты от предполагаемой к созданию третьей партии. Именно возглавляемый Игнатиусом комитет был основной структурой, вокруг которой в Сент-Луисе в феврале 1892 года была создана Популистская партия, он же написал преамбулу к партийной «Платформе», озвучив её основные постулаты в речи, произнесённой 22 февраля 1892 года.
Доннелли сыграл ключевую роль в создании Популистской партии Миннесоты, убедив местные организации ратифицировать «Сент-Луисскую платформу». Однако он отказался от борьбы за президентское кресло, занявшись выдвижением на пост губернатора штата. 2 июля 1892 года Доннелли делал основной доклад на популистском конгрессе в Омахе, в котором заявил, что институт политических партий в США поражён глубоким кризисом. На основе его предвыборных речей во время губернаторской кампании параллельно создавался роман «Золотая бутыль». «Платформа» была оценена Джоном Хиксом (профессором университета Небраски) как неоригинальная, скорее синтез тех постулатов, которые отрабатывались ранее в прессе и во время конгрессов. Например Доннелли отказался рассматривать избирательное право для женщин, считая это преждевременным.
Последнее десятилетие своей жизни Доннелли посвятил еженедельнику Representative, в котором активно агитировал за союз либералов и радикалов, отмену золотого стандарта и введение биметаллизма. В июле 1893 года Игнатиус был избран вице-президентом Американской лиги биметаллизма, и произвёл фурор на её августовском съезде в Чикаго. Там же он дискутировал с Брайаном по вопросу немедленного начала чеканки серебряной монеты, и произвёл большое впечатление. Он рассчитал, что количество денег в обороте вопиюще не соответствует потребностям экономики, потребовав добиться эмиссии в размере не менее 50 долларов на душу населения. В этом объёме «чем больше золота и серебра, тем лучше», но недостачу должно восполнить печатанием бумажных денег. Параллельно в Чикаго проходила антимонопольная конференция, на которой Доннелли открыто потребовал от федерального правительства национализации угольных месторождений и естественных монополий, отмену правовой защиты трестов, и ряд других мер государственного регулирования экономики (конкретно для Миннесоты — отмену налога для производителей пиломатериалов и лесозаготовителей). Когда его стали критиковать за ограничение либеральных свобод, Доннелли объявил, что освоение фронтира закончено, свободных земель в Америке более не существует, и потому единственный путь развития в дальнейшем — «величайшая мудрость, справедливость и честная игра». В редакционной статье Representative от 8 ноября 1893 года Доннелли рассматривал вопросы об ограничении китайской миграции в США, выписав апокалиптический образ «китайца, способного жить на 30 центов в день» на одном только рисе и крысином мясе, и не нуждающегося ни в школах, ни в церквах. После наступления 1894 года, основная критика Доннелли была направлена против Ротшильдов, что привело к заметному усилению антисемитизма в его выступлениях, как и в популистской риторике вообще. Впрочем, Игнатиус неизменно подчёркивал, что ничего не имеет против иудаизма и евреев как народа, поскольку «еврей-плутократ ничем не отличается от плутократа-христианина». Напротив, евреи, подвергаясь преследованиям в течение двух тысячелетий, сберегли знание об истинном Боге, живя между идолопоклонниками. Карл Маркс — «великий еврейский реформатор», который противостоит плутократам-Ротшильдам.
В 1895 году Доннелли по просьбе своих почитателей издал книгу «Деньги американского народа». Это было язвительно прокомментировано в дневнике: «даже философу должно склониться перед …многоголовым чудовищем — публикой». Это экономический трактат, построенный в форме диалога фермера Сандерса и чикагского банкира Хатчинсона в поезде, следующем на Запад. Автор построил диалог вокруг тезиса, что единственным источником процветания является изобилие денег, поэтому бумажные банкноты должны размениваться не только на золото, но и на серебро. Дэвид Андерсон утверждал, что «Деньги американского народа» должны рассматриваться как художественное произведение, продолжавшее идейный ряд романов Доннелли начала 1890-х годов. Существенное место в диалоге Сандерса и Хатчинсона занимает социальный дарвинизм: банкир заявляет, что конкуренция между фирмами должна приводить не только к снижению цен, но и к снижению заработной платы до самой низкой точки, обеспечивающей только физическое выживание рабочего (это закон природы: «выживание наиболее приспособленных»). Однако фермер оказывается образованным, владеет диалектикой и оперирует статистическими данными, доказывая, что даже у Дарвина говорится, как человеческий разум позволяет подняться над ограничениями природной среды. И если первобытные люди, более слабые, чем гигантские хищники и мамонты, сумели истребить их, стало быть, свободный и разумный человек истребит «новых аристократов», желающих низвести американца до уровня китайца, который готов жить на шесть центов в день, питаясь «рисом, изредка приправленным крысиным мясом». Этот образ, как и описания бедствий пролетариев и аграриев, вызывает рыдания у следующих в этом же вагоне дам.
Выборы в Сенат штата Миннесота 1894 года Доннелли проиграл кандидату от Демократической партии. Весной 1894 года резко ухудшилось состояние жены политика — Кэтрин; пришлось перевезти её из Нинингера в Сент-Пол под надзор сына Игнатиуса-младшего, который был врачом. В июне Кэтрин Доннелли скончалась от инсульта. Доннелли, проживший в браке с нею сорок лет, был совершенно деморализован. На нервной почве у него развился сильнейший ревматизм, и сын убедил его поехать на серные воды Иллинойса и развеяться. В начале 1896 года в прессе высказывались идеи, что Доннелли сможет стать кандидатом в президенты США. Однако Брайан, выступая от демократов, использовал популистскую платформу для своей предвыборной программы, Игнатиус отказался от идеи баллотироваться на высший государственный пост. На съезде популистов в Сент-Луисе партия приняла решение поддерживать Брайана, однако он лично сумел убедить Доннелли выступать на его стороне. Через неделю после съезда вдовец Игнатиус женился на своей 20-летней секретарше Мэриан Олив Хансон, смешанного шведско-норвежского происхождения; венчались они в норвежской методистской церкви. Она поступила работать в редакцию Representative как стенографистка и машинистка, но очень быстро обосновалась в Нинингере. Скоропалительный брак вызвал большую ссору Игнатиуса с детьми, которые считали Мэриан авантюристкой, однако сёстры Доннелли в Филадельфии встретили новую жену своего брата тепло. Резко изменила отношение к Доннелли ирландская католическая община Миннесоты, объявив его «изменником»; он лишился существенной электоральной поддержки. Судя по дневнику и переписке, новый брак политика оказался удачным.
Осенью 1896 года Игнатиус проводил предвыборную кампанию Брайана в Иллинойсе, Канзасе и Миссури. После того, как тот проиграл Маккинли, Доннелли всё-таки избрался в Палату представителей Миннесоты. На национальном съезде популистов в августе 1898 года кандидатура Доннелли как кандидата на должность вице-президента США была одобрена единогласно. В это же время началась испано-американская война, по вопросу которой Игнатиус занял непримиримо антиимпериалистическую позицию. В редакционных статьях он поддерживал кубинских повстанцев, агитировал за дифференцированный подоходный налог, чтобы не превращать войну в средство обогащения. В одной из статей он подсчитал, что правительству было бы выгоднее купить Кубу у Испании, чем обременять бюджет военными расходами. 1 июня 1899 года, когда началась филиппино-американская война (именуемая тогда «кампанией по умиротворению»), Доннелли заявил, что правительство «не должно нарушать законы цивилизованной войны и заниматься беспорядочной резнёй мужчин, женщин и детей». Почти незамеченной прошла его вторая книга по шекспировскому вопросу «Шифр в пьесах и на надгробии», которую приходилось отправлять в виде бонуса подписчикам Representative. Во время летней предвыборной кампании 1900 года на должность вице-президента США он испытал серьёзные проблемы со здоровьем. Во время митинга 4 июля 1900 года он потерял сознание, что было следствием микроинсульта. В свой 69-й день рождения (3 ноября 1900 года) он пессимистически писал сыну, что чувствует себя стариком и волочит ноги при ходьбе. Провал на выборах он воспринял как конец собственной жизни и скончался от сердечного приступа в нинингерском доме после полуночи 1 января 1901 года; похоронили его в Сент-Поле. Некрологи выпустили все ведущие издания мира, а также журналы разнообразных оккультистов.

## Литературная деятельность

### Паранаучные труды

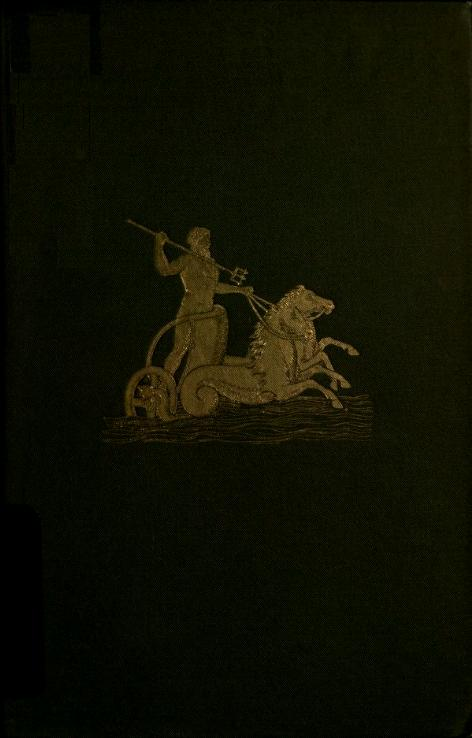
Обложка первого издания «Атлантиды»

#### «Атлантида: мир до потопа»
Интерес Игнатиуса Доннелли к Атлантиде возник впервые в 1870 году после прочтения романа Жюля Верна «Двадцать тысяч лье под водой» и постепенно усиливался. После очередного спада политической карьеры, бывший конгрессмен отдался литературному творчеству, чтобы переключиться от неприятностей, связанных с аграрным спадом. Основным источником литературы стал книжный магазин Меррилла в Сент-Поле, через который Доннелли заказывал издания источников, литературных произведений и журналов; далее он работал в Филадельфийской публичной библиотеке. По мнению биографа Д. Андерсона, Доннелли писал объёмную книгу точно так же, как и свои речи и предвыборные программы, — в «бешеном темпе» некритически отбирая подходящий ему материал. Автор никогда не пытался общаться с профессиональными учёными — естественниками и гуманитариями. Поскольку все выводы были им сформулированы с самого начала, Доннелли действовал как юрист, то есть всеми возможными способами доказывал самому скептически настроенному читателю, что его теории верны. Рукопись была завершена в марте 1881 года и пошла в вёрстку в июле того же года в издательстве Harper and Brothers. Автор очень серьёзно относился к своему труду, и узнав о выходе тиража из типографии, сравнил себя в дневнике с «матерью, слышащей первый крик своего первенца». Для современников автора книга «Атлантида: мир до потопа» стала самым популярным трудом Игнатиуса: к 1890 году вышло двадцать три издания в США и двадцать семь в Великобритании, и до 1949 года было осуществлено не менее пятидесяти новых изданий, которые продолжали выпускаться даже в 1970-е годы. Лайон Спрэг де Камп отмечал, что именно Доннелли превратил атлантологию «в популярный культ», тогда как предшествующие триста лет этим предметом занимались преимущественно «учёные не от мира сего».
Во вводной главе Доннелли сформулировал тринадцать «тезисов»:
1. Некогда в Атлантическом океане, недалеко от Гибралтарского пролива существовал большой остров, остаток Атлантического материка, в античности известный как Атлантида.
2. Описание этого острова, сделанное Платоном, не вымысел, а истинная история.
3. Атлантида — тот регион, где человек создал первую цивилизацию.
4. Жители Атлантиды населили побережье Мексиканского залива, долину Миссисипи, Амазонию, атлантическое побережье Южной Африки и бассейн Средиземноморья, вплоть до Чёрного и Каспийского морей.
5. Мифы об Олимпе, садах Гесперид, Асгарде и прочих — воспоминания об Атлантиде, где каждый человек веками жил в мире и счастье.
6. Боги древних народов были правителями и героями Атлантиды, а мифы о них — сбивчивыми воспоминаниями о реальных событиях.
7. Мифологии Египта и Перу сохранили исходную религию Атлантиды — солнцепоклонничество.
8. Самой древней колонией атлантов был Египет, древнеегипетская цивилизация — воспроизведение цивилизации Атлантиды.
9. Бронзовый век начался в Атлантиде, атланты же впервые освоили производство железа.
10. От письменности Атлантиды произошли как финикийский алфавит, так и письменность майя.
11. Атлантида — прародина ариев, семитов и урало-алтайских народов.
12. Атлантида погибла от последствий природной катастрофы, погрузившись в океан.
13. Некоторым атлантам удалось спастись, разнеся вести о всемирном потопе между народами Старого и Нового света.

По словам Л. Спрэг де Кампа, это своего рода «центристский взгляд на Атлантиду», равноудалённый как от оккультизма, так и от строгой науки. Большинство авторов книг об Атлантиде, которые претендуют на наукообразность, фактически повторяют взгляды Доннелли и черпали у него материал. Между тем автор ничего не доказал, лишь в теории продемонстрировав возможность, что достаточно обширный участок суши мог в результате вулканической или иной геологической катастрофы исчезнуть с карты мира за сутки. О том же, по мнению Доннелли, свидетельствуют легенды о всемирном потопе, распространённые во всех культурах мира. Попытки автора использовать естественнонаучную аргументацию приводили к утверждениям, что растения Нового Света были известны в древности ещё до колумбова обмена, например, что у древних ассирийцев росли ананасы. В известной степени его можно признать приверженцем диффузионизма, так как Доннелли утверждал, что великие изобретения не могли быть повторены случайным образом в разных культурах («Если так, тогда все дикари должны были изобрести бумеранг, у всех дикарей были бы гончарные изделия, луки и стрелы, пращи, палатки и каноэ»). Таким образом, доказательством существования Атлантиды является наличие у культур обоих побережий Атлантического океана пирамид, погребальных курганов и иных сходных элементов культуры и искусства. Доннелли даже пытался использовать «алфавит де Ланда», чтобы доказать, что письменность древних майя привела к возникновению латинского алфавита. В этом он был последователем Ле Плонжона, и так же заявлял, что мифы Старого Света являлись отражением древней истории Атлантиды, царями которой были Посейдон, Тор, Мелькарт, титаны и фоморы. Повторял он Ле Плонжона и в том, что «треть языка майя — это греческий язык». Мифы о древнейшем рае золотого века во всех мифологиях — это также память об Атлантиде.

Поскольку широкий кругозор Донелли может ошеломить среднестатистического читателя и заставить принять его утверждения за чистую монету, необходимо пристально проанализировать его книгу, чтобы показать, насколько беспечно, предвзято и по большей части бессмысленно она написана.

#### «Рагнарёк»
Хорошие продажи «Атлантиды», ставшей бестселлером, породили у Доннелли убеждённость в научной ценности его труда. В 1883 году Доннелли в кратчайший срок написал и напечатал его продолжение «Рагнарёк: эпоха огня и песка», которое не вызвало таких же восторгов публики. Более того, рукопись была отвергнута издательством Harper and Brothers, а затем и Scribner’s. Даже положительно настроенные рецензенты могли похвалить трудолюбие автора, но не его учёность и логическую последовательность. В частной переписке он жаловался на «заговор молчания» со стороны учёных. Вместе с тем для личной мифологии Доннелли, неоднократно воспроизводимой как в его публицистике, так и в художественных произведениях, «Рагнарёк» важен как объяснение динамики исторического процесса. В этой книге Доннелли рассуждает о причинах Всемирного потопа, и приходит к выводу, что Атлантида погибла из-за столкновения Земли с кометой, что породило и ледниковый период. Библейская легенда о Содоме и Гоморре, ветхозаветный рассказ о том, что по повелению Иисуса Навина Солнце приостановило своё движение, а также другие предания об аналогичных явлениях — всё это, по словам Доннелли, подтверждало факт катастрофы. Райское состояние слишком хрупко и недолговечно; когда жизнь становится слишком лёгкой, человечество утрачивает этические императивы, после чего следует грандиозный катаклизм, вынуждающий цивилизацию вновь подниматься почти с нуля. Доннелли отверг линейный прогресс и вернулся к идее цикличности и катастрофизма в истории, для которой стадия урбанизации предвещает очередной катаклизм. Именно неприятие дарвинизма Д. Андерсон называл самым слабым местом в художественной концепции Доннелли.
Игнатиус Доннелли планировал продолжить «Атлантиду» и «Рагнарёк» третьей книгой — «Бог и Солнце» (начатой в буквальном смысле через три дня после окончания «Рагнарёка»), однако негативный приём публикой книги о кометных катастрофах заставил его навсегда прервать работу над рукописью.

### Игнатиус Доннелли и шекспировский вопрос

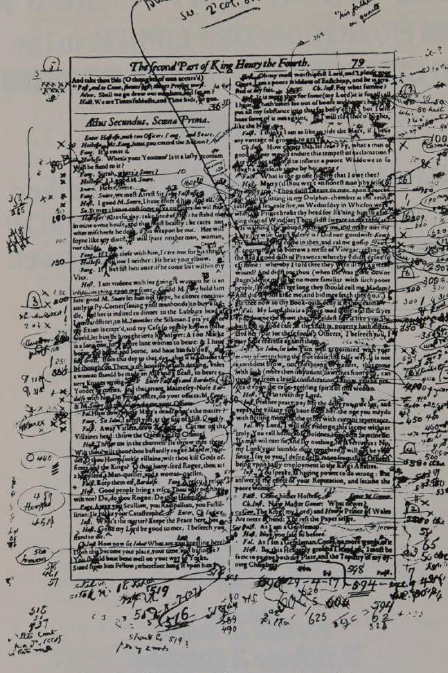
Страница Первого фолио со следами подсчётов Доннелли. Экземпляр из собрания университета штата в Сан-Диего

Игнатиус Доннелли заинтересовался шекспировским вопросом зимой 1873 года, и довольно быстро пришёл к выводу, что в скудных сведениях о ростовщике и актёре из Стратфорда ничто не указывает на то, что он имел отношение к величайшему драматургу. После провала на выборах 1878 года, чтобы отвлечься, политик занялся проверкой гипотезы, что истинным автором приписываемых Шекспиру пьес был Фрэнсис Бэкон. В дневнике он писал, что «объектами поисков… будут слова Фрэнсис, Бэкон, Николас (отец Бэкона) и сочетания „Шек“ и „спир“ или „Шекс“ и „пир“, которые могли бы вместе составить слово — Шекспир». В дневнике от 23 сентября 1882 года Доннелли записал, что «отыскал ключ к шифру». Политическая деятельность и занятость написанием «Атлантиды» и «Рагнарёка» надолго отсрочили завершение работы над шекспировским шифром. Наконец, зимой 1887 года была завершена рукопись «Великой криптограммы». В этой книге Доннелли заявил, что в шекспировских пьесах зашифровано истинное авторство Фрэнсиса Бэкона в виде формулы «пишет их ваш кузен из Сент-Олбанса».
Методику Доннелли описал Дэвид Кан. Игнатиус изначально исходил из наличия шифра и попытался найти последовательность чисел, которые помогли определить местонахождение тайного сообщения в тексте шекспировских пьес. Потерпев неудачу с современными изданиями, писатель-политик приобрёл факсимильный экземпляр «Первого фолио», и получил первые результаты. Принцип, по которому он избрал в качестве «корневых» числа 505, 506, 513, 516 и 523, он внятно никогда не объяснял. Из этих чисел он вычитал иногда «остатки», иногда «множители», от остатков Доннелли отнимал количество слов, выделенных на странице курсивом, иногда учитывая и ремарки. Полученные результаты затем изменялись путём прибавления или вычитания количества слов, написанных через дефис, и слов, заключённых в скобки, но не всегда последовательно. Излагая выкладки в мельчайших подробностях, Доннелли не всегда объяснял свою методику выбора: например, когда начинал подсчёт с начала сцены, а не с начала страницы. Основной объём «Великой криптограммы» составляли «дешифрованные» отрывки пьес Шекспира, которые сопровождались вычислениями. Эти выкладки для широкой публики оказались заумными и непонятными, а среди профессиональных читателей спровоцировали ожесточённую критику. Житель Миннесоты, некто Джозеф Пайл, показал, что применяя аналогичные выкладки, можно найти в тексте «Гамлета» формулу: «Доннелли, писатель, политик и шарлатан, откроет тайну этой пьесы». Преподобный А. Николсон из Сент-Олбанса, применив те же «корневые» числа Доннелли на тех же страницах, вывел формулу: «Г-н Уильям Шекспир написал эту пьесу и работал у занавеса».
Работы Доннелли по шекспировскому вопросу можно рассматривать в общем контексте его литературной деятельности. Так, Бэкон в его дешифровках представал своего рода alter ego самого Игнатиуса Доннелли — «мужественным и честным политическим деятелем, ставшим жертвой продажных честолюбцев и невежд». С точки зрения метода, «Криптограмма» развивала «Атлантиду» и «Рагнарёк»: это было адвокатское заключение, в котором последовательно «доказывалось», что, во-первых, Шекспир из Стратфорда не мог написать пьес, выходивших под его именем; во-вторых, что это мог сделать Бэкон; и, в-третьих, что вскрытый шифр свидетельствует об авторстве Бэкона. Доннелли широко популяризировал бытующее в среде «нестратфордианцев» различение купца «Шакспера» (Shakspere) и Шекспира, приведя множество свидетельств современников и потомков о почти болезненной разнице невежества самого Шакспера (который, как и его отец и жена, был неграмотным) и всех жителей Стратфорда, и энциклопедической образованности автора пьес Первого фолио. Анализируя политические взгляды автора пьес и Фрэнсиса Бэкона, Доннелли утверждал, что оба они были аристократами, ибо презирали толпу и купечество, восхваляли феодальный строй и аристократические свободы.
В 1899 году Доннелли опубликовал за собственный счёт новую книгу «Шифр в пьесах и на надгробии». Масштаб построений в этой книге был огромен: Бэкон был объявлен автором произведений не только Шекспира, но и Кристофера Марло и Мигеля де Сервантеса. По словам Д. Кана, «система» Доннелли, изложенная в этих книгах, «не имеет себе равных, поскольку лишена системы вообще». Д. Андерсон ссылался на «Взломщиков кодов» Кана, напоминая, что метод Доннелли был обозначен как «патологический».

Хотя Доннелли работал всего лишь над несколькими страницами из двух частей пьесы Шекспира «Генрих IV», он заранее исходил из того, что грандиозные творения великого английского драматурга были лишь производным продуктом работы шифра.
Несмотря на то, что все выкладки Доннелли по шекспировскому вопросу были единогласно отвергнуты и осмеяны ещё при его жизни, в 2006 году труды Игнатиуса были возвращены из забвения писательницей-мистиком Вирджинией Феллоуз. Она объявила, что Доннелли находился на пороге «большого открытия», полностью соглашаясь с его трактовками биографии Бэкона и авторства произведений Шекспира и Марло, но сетовала, что политик-шекспировед не оставил исчерпывающих объяснений основ своей методики и как ею пользоваться. Аргументы В. Феллоуз не вызвали энтузиазма критиков.

### Игнатиус Доннелли — беллетрист

#### Общие положения: апокалиптика, антисемитизм и популизм в художественной прозе Доннелли
По мнению профессора Пенсильванского университета Аллана Аксельрада, все произведения Доннелли — и претендующие на научность, и художественные — имеют в глубинной основе единую мифологию. Излюбленные политические, социальные и экономические идеи Доннелли соотносились с базовыми основаниями американского популизма, а именно: идея «золотого века», концепция гармонии природы с производящими классами (фермеров и рабочих), дуалистическая концепция классовой борьбы («паразиты против трудящихся»), теория заговора и денежный фетишизм. Определяющим лично для Доннелли являлся миф о пасторальном аграрном прошлом «золотого века», который он равно находил в ранней Америке 1800-х годов и погибшей Атлантиде. Слухи о заговоре плутократов 1888 года в художественном преломлении были опрокинуты им в далёкое будущее 1988 года (в романе «Колонна Цезаря»), соединившись с ещё одним важным для американского популизма антисемитским пластом. Доннелли неоднократно высказывался на тему еврейского заговора, так как истинные правители мира — банкиры — преимущественно еврейского происхождения. В известной степени в этом проявлялся популярный в англо-американской простонародной среде образ Шейлока. В романах Доннелли отразились также характерные для популистов внешнеполитические доминанты: симпатии к Великобритании и страх перед Россией.
Воспитываясь в религиозной среде и общаясь с фермерами, заражёнными милленаристскими ожиданиями, Доннелли в определённой степени находился под воздействием образа конца света. По мнению Эдуарда Абрахамса (Брауновский университет), Доннелли «бесхитростно» проецировал в своих текстах собственные ожидания и страхи. Впервые выразив свои апокалиптические настроения в дилогии об Атлантиде и Рагнарёке, Игнатиус Доннелли искренне полагал, что природные катастрофы и общественный кризис могут быть взаимосвязаны.

#### «Колонна Цезаря» («Крушение цивилизации»)

Обложка романа «Колонна Цезаря»

Роман «Колонна Цезаря», написанный за пять месяцев, был выпущен в апреле 1890 года под псевдонимом «Эдмон Буажильбер» в только что открывшемся чикагском издательстве Фрэнсиса Шульте. Первоначальный тираж в 2000 экземпляров был раскуплен почти мгновенно, и за девять последующих месяцев разошлось 90 000 экземпляров. Три тиража были распроданы в Великобритании, вскоре последовали переводы на немецкий, шведский и норвежский языки. В 1892 году роман был переведён на русский язык под названием «Крушение цивилизации», но из-за цензурных ограничений увидел свет лишь в 1910 году (на титульном листе пришлось менять дату). В издании 1906 года была помещена реклама, что совокупный тираж романа достиг 250 000-й отметки.
Действие отнесено к 1988 году, когда в Соединённые Штаты прибывает житель швейцарской колонии Уганда Габриэль Вальтштейн и становится свидетелем кровавого крушения цивилизованного мира, вызревавшего всё предшествующее столетие. В предисловии автор прямо говорил, что «В Америке действительно был когда-то золотой век, век свободы, сравнительно равномерного распределения богатств и демократических учреждений». Далее произошла имущественная и социальная поляризация, и США оказались в руках кучки плутократов, тайного правительства, тогда как избранное существует только для проформы, ибо президенты и министры назначаются тайным орденом. Общество поражено тяжёлой болезнью, обычные граждане не доверяют не только правительству, но и друг другу. Ситуация в стране уже не могла быть исправлена реформами, и единственным выходом является восстание низших классов, но они совершенно не способны изменить мир и восстановить добродетели, ибо не ведают, как можно решать проблемы конструктивно. Их удел — хаос, анархия, смерть. Вырезав плутократов, а заодно и миллионы мирных людей, восставшие делятся на группы и приступают к взаимоистреблению. Глава «Братства разрушения» Цезарь Ломеллини воздвигает в Нью-Йорке колонну из двухсот пятидесяти тысяч трупов, залитых бетоном — гигантское надгробие идее города и индустриальной цивилизации. Но и его постигает смерть от рук карателей, а его заместитель бежит на воздушном корабле в Палестину, прихватив сто миллионов долларов наличными, желая «провозгласить себя иерусалимским царём и восстановить царство Соломона и прежнее величие еврейского народа на развалинах мира».
Роман Доннелли был явно направлен против популиста-индустриалиста Эдуарда Беллами и его романа «Через сто лет», и выражал аграрное утопическое сознание. В этом отношении «Колонна Цезаря» одновременно являлась и антиутопией и контр-утопией. По мысли Доннелли, главным врагом как США, так и всей человеческой цивилизации, является не частная собственность как таковая, а чрезмерная концентрация собственности в одних руках, и происходящее отсюда ослабление демократических ценностей и институтов американского общества. Критика его направлена не против утопистов, а против конкретных социальных и политических групп и проводимой ими
политики. В финальной главе романа Габриэлю удаётся вернуться в Африку и начать насаждение нового Эдемского сада по образцу не Америки, а Швейцарии, народ которой сохранил уважение к труду, и не отдался «роскоши и излишествам, погубившим мир». Будущее — в тщательно избегаемой индустриализации и урбанизации, возвращении к пасторальному фермерскому обществу с прямой демократией. Евреи-плутократы, захватившие Америку, немногочисленны и погубили сами себя, ибо Доннелли отвергал социальный дарвинизм, и считал, что морально нищие плутократы не могут иметь будущего. Однако и «нормальные» люди беззащитны перед будущим, ибо не имеют умственных и моральных ресурсов для построения общества, неуязвимого для «закона джунглей». Дэвид Андерсон считал, что роман Доннелли можно сравнивать с «Дивным новым миром» Хаксли и «1984» Оруэлла, с которыми его роднят многие литературные тропы (например, контраст между внешним блеском технологической утопии и её изнанкой, или мотив всеобщей подозрительности, а также дегуманизации технократического общества). Андерсон же утверждал, что «Колонна Цезаря» лишена литературных достоинств, и не осталась в истории американской литературы, так как стиль её неряшлив, текст написан слишком торопливо и относится к типичному бульварному жанру, который только набирал популярность в США.

#### «Доктор Юге»
Второй роман Доннелли, напечатанный в 1891 году под псевдонимом «Эдмон Буажильбер», выделялся как в его собственном творчестве, так и современной ему литературе. Главный герой — Энтони Юге (Huguet), джентльмен из Южной Каролины, потомок французских гугенотов, пользуется состоянием, нажитым на хлопке ещё во времена рабовладения, и вращается в кругу таких же как он южных аристократов. Энтони влюблён в дочь полковника Конфедерации Рэддимана Мэри, «последнего из длинной династии плантаторов». В окружении Юге всех раздражает нью-йоркский адвокат Берихилл, для которого использованы только оскорбительные эпитеты («злодей, плут, негодяй, мошенник»), но именно в его руках закладная на земли Рэддимана и планы на руку и сердце Мэри. Во время одного из собраний Энтони шокирует присутствующих призывом к равенству чернокожих, что может сильно повредить планируемой им карьере политика. Ночью во сне он видит сотканный из света лик Христа, к которому тянутся миллионы чёрных рук, и Мессия произносит, что умер на кресте и за негров тоже. Пробудившись, Юге обнаруживает, что превратился в негра-гиганта, и поначалу молится о быстрой смерти. Далее он узнаёт, что неведомо как его сознание завладело телом Сэма Джонсинга, отъявленного лентяя и проходимца, осуждённого на тюремное заключение за воровство кур. Однако Юге убеждает окружающих его негров, что он намного превосходит Сэма, и открывает школу, столкнувшись с тем, что для негра все пути деловой активности, кроме грубого физического труда, закрыты. Неофициально существующая школа становится не только центром притяжения для чёрных, но её начинают посещать и необразованные белые. За это он постепенно заслужил уважение Мэри и её отца, тем более, что Юге-Джонсинг помогает им расстроить планы Берихилла на плантацию. Адвокат нанимает банду ку-клукс-клановцев, которые зверски избивают Энтони. В это же самое время выясняется, что сознание Сэма, наоборот, проникло в тело Энтони Юге, и тот ведёт беспутную жизнь и становится лучшим другом адвоката. Далее они сжигают школу и готовятся линчевать учителя. Когда Юге вздёрнули, Джонсинг стреляет прямо в сердце, совершив тем самым самоубийство, так как сознание Энтони Юге возвращается в его же тело. Далее возмущённые южане во главе с полковником расправляются с убийцами и прочими негодяями, включая хозяйку публичного дома. Мэри соглашается выйти за Энтони замуж, если только он посвятит свою жизнь и состояние делу развития негритянской расы в Америке — «величайшей и благороднейшей из наций».
Роман оказался слишком «экзотичным» для 1891 года, и рецензенты почти единогласно объявили его «абсурдным», «нелепым» и даже «ужасным». Самой резкой была рецензия в газете «Sun» от 29 августа 1891 года, автор которой не возражал против напоминания «о долге цивилизованного человека перед цветными расами», но полагал, что мотив перемещения сознания джентльмена-южанина в тело негра, который ворует цыплят, да ещё после чудесного видения Христа, будет уместен разве что в детской сказке («и та была бы „деморализующей“»). Биограф Мартин Ридж объяснял такую реакцию тем, что творение Доннелли опоздало с публикацией примерно на сорок лет: как раз в 1890-е годы борьба негров за равноправие почти полностью заглохла, а законы Джима Кроу подавляли американский Юг. Губернатор Южной Каролины Бен Тиллман официально объявил, что его избрание означает торжество белых, то есть «цивилизации над варварством». Сам Доннелли изучал вопрос о равноправии цветных избирателей (не только негров, но и индейцев) в конце гражданской войны, когда был конгрессменом, и разочаровался в аболиционизме, утверждая, что его сторонники замещают белый расизм чёрным. Джон Паттерсон (Пенсильванский университет) считал, что тематику и сюжетное решение второго романа Доннелли всецело определяли его политические интересы. Речь шла об уравнении в правах белых и чёрных избирателей, что сулило большой электоральный ресурс популистам. Более того, Доннелли поддерживал связи с лидерами национальных общин во время предвыборной гонки за кресло главы Союза фермеров Миннесоты в 1890 году, и следил за аналогичными движениями в южных штатах. То есть роман можно воспринимать как памфлет, адресованный аграриям, о стратегии выстраивания отношений белых и чёрных фермеров.
С литературной точки зрения, роман Доннелли основывался на обычном для 1890-х годов мотиве перемещения сознания человека, в том числе в иной мир или иное время. Наиболее известными в этом ряду были «Через сто лет» Беллами (главный герой переносится из 1887 в 2000 год в результате летаргического сна), «Доктор Джекил и мистер Хайд» Стивенсона, и даже «Принц и нищий» Марка Твена (в котором происходит обмен социальными ролями). Дж. Паттерсон считал, что Доннелли использовал «очень эффективный инструмент для исследования силы предубеждений в американской жизни», хотя, будучи человеком своей эпохи, искренне считал, что «необходимо быть белым, чтобы понять, как трудно быть чёрным». Доктор Юге обнаруживает, что, хотя ему было внушено, что человек — это разум, но в реальной действительности статус человека определяет его тело. Доннелли так и не удалось подняться над существовавшими в XIX веке расовыми стереотипами: в финале гибнут все чёрные персонажи, даже верный слуга Юге — Бен, заслонивший его своим телом. Может даже создаться впечатление, что единственным путём освобождения чернокожих является смерть, возносящая к Небесному Престолу. Роман не давал и конкретного описания реалий Южной Каролины, что, по-видимому, было важной причиной его непопулярности.

#### «Золотая бутыль»
Третий и последний роман Игнатиуса Доннелли увидел свет в 1892 году. По определению А. Аксельрада, в этом романе Доннелли исследовал крайне маловероятную для него возможность построения урбанистическо-индустриальной утопии. Главный герой — Эфраим Бенезет, сын канзасского бедняка, в отчаянии возглашает, что «этим нечестивым миром правит не Бог, а дьявол», и в ответ по милости Божией ему явлена бутылка, одна капля жидкости из которой превращает любой металлический хлам в золото. Бенезет начинает с выдачи кредитов фермерам под два процента, строит собственный город и железную дорогу. Несмотря на сопротивление плутократов, Эфраим в скором времени становится самым богатым и могущественным человеком Америки, избирается президентом, обрушивает цены на золото, его армия завоёвывает Европу, вновь обращает Старый Свет в христианство и провозглашает там Всемирную республику. Защитники Европы разбегаются: англичане и французы сдаются сразу, а Германия отказывается воевать на третий день, ибо «немцы слишком ценят свободу». В Россию бегут аристократы и плутократы всего мира и она сопротивляется до последнего: сражение России и объединённой Европы описано как событие, равное Армагеддону. Возлюбленная и помощница Бенезета — София — простодушно заявляет: «жаль, что этого не видели в Канзасе». После победы Бенезет следит, чтобы в обороте остались только бумажные деньги, сокращает рабочее время в индустрии и повышает оплату труда. То есть Доннелли попытался смоделировать некатастрофическую ситуацию, в которой сами люди способны справиться как с природными стихиями, так и общественными пороками. Однако для этого требуется герой наполеоновского масштаба. Один из сюжетов романа посвящён преодолению конфликта между городом и деревней. В построенном Эфраимом Кооперативном Городе фабрики окружены садами и сельскими угодьями, рабочим положен личный акр земли с домом, обеспечивающий свежую пищу, чистый воздух и все природные блага. Миф об Эдеме остаётся структурообразующим, но город окружён садом, а не уничтожается им.
В рецензии на переиздание романа 1968 года Рода Гилман (Историческое общество Миннесоты) отмечала, что «Золотая бутыль» — это «политический и экономический трактат, замаскированный под художественную литературу». Во введении к этому изданию редактор — профессор Дэвид Ноубл — оценил роман как «главное свидетельство американского аграрного мифа». Данный миф оценивается как европейский по происхождению, и самодостаточный йомен — идеальный фермер Джефферсона — не что иное, как проекция просвещенческого «естественного человека». В США XIX века общественные настроения менялись в соответствии с экономическими спадами и подъёмами, и во время «тучных лет» испытывали оптимизм к прогрессу, напротив, подпитываясь разнообразными слухами о заговорах против всего человечества при рецессии.
В известном смысле роман «Золотая бутыль» разрабатывает тот же сюжет, который всего через несколько лет реализовал Баум в «Волшебнике из страны Оз». Как известно, в сказке Баума современники опознавали элементы политической сатиры: Дороти убивает злую ведьму Востока (плутократов Восточного побережья), далее со своими спутниками — пугалом-фермером и Железным Дровосеком-рабочим — следует в столицу по дороге из жёлтого кирпича (золотой стандарт), и освобождает жителей страны Оз от колдовского наваждения, восстанавливая власть для народа. Резко отличается мораль истории: Доннелли пессимистичен в отношении демократии, его Эфраим становится президентом США благодаря подкупу, ибо поначалу играет по правилам системы. Финалы почти идентичны: после всех приключений Дороти возвращается на убогую канзасскую ферму. В финале «Золотой бутыли» всё произошедшее тоже оказывается сном главного героя, более того, наутро его ферму конфискует английский банк, которому Эфраим задолжал, а его невеста София повесилась в Канзас-Сити от безысходности. Он встречает незнакомца в костюме семнадцатого века, но неизвестный не в состоянии ответить на вопрос, кончится ли всё это «космическим катаклизмом». Единственный выход — записать свою мечту, и пропагандировать её как можно шире.
По замечанию Дэвида Андерсона, вымышленная Доннелли европейская экспансия Эфраима Бенезета на четверть века предвосхитила «крестовый поход» Вудро Вильсона. По видимому, писатель-политик первым оценил потенциал президента США, персонифицирующего страну на международной арене. Программа Эфраима поразительно напоминает «Четырнадцать пунктов», только в романе идеологией является новое христианство, в котором Христос и Его заповеди превыше всех доктринальных разногласий, а вместо Лиги Наций — «Всемирная республика». Республика по своей конституции обязуется защищать всякую вошедшую в её состав нацию в установленных ею границах, поддерживать республиканскую форму правления, помогать в подавлении внутренних мятежей, и содержать небольшую армию и флот на случай необходимости. Местные правительства несут попечение о внутренних делах, но всемирная Республика вмешивается, если нации отказываются подчиняться её законам, или апеллируют в спорах с соседями. Столица Республики не должна быть привязана ни к какому национальному государству, и размещается на Азорских островах, так как это горные вершины затонувшей Атлантиды — «могучей империи, уничтоженной Господом за свои грехи».

## Память
Дэвид Андерсон утверждал, что «Доннелли не был великим писателем и не претендовал на этот статус», хотя Игнатиус серьёзно относился к своим работам в области атлантологии и шекспироведения, и был убеждён, что совершил выдающиеся открытия в этих областях. После кончины Доннелли «Атлантида» продолжала переиздаваться и переводиться на разные языки (включая норвежский, шведский и немецкий), но, по словам биографа, его труды циркулировали в среде «культистов». Сам он был прочно забыт более чем на полвека, публикации о его карьере и писательской работе были единичными. Джон Хикс занимался наследием Доннелли в общем контексте американского популизма, который он рассматривал как мейнстримное идеологическое направление, большинство положений которого были впитаны американским государственным правом. В статье 1921 года самому Игнатиусу Доннелли была дана негативная характеристика как человеку, успеху которого вечно мешала тяга к беллетристике или абсурдным псевдонаукам, наложенная на тщеславие и неумение разбираться в людях. Впрочем, в монографии 1931 года, многократно переиздававшейся впоследствии, Хикс воздал Доннелли должное, назвав его «величайшим оратором» своего времени, который отметился во всех попытках реформирования политической и экономической системы США в период от окончания Гражданской войны и до наступления XX века. П. Вирек и Р. Хофштадтер сосредоточились на антисемитских мотивах в выступлениях и прозе Доннелли, рассматривая популизм как фундамент будущего американского фашизма, более того, Хофштадтер находил параллели популизму в европейских авторитарных идеологиях, впрочем, не называя их. Ревизионистский подход представлял Норман Поллак, который в 1960-е годы в серии статей доказывал, что популисты были прогрессивными социальными мыслителями, чья критика была весьма радикальной для своего времени. Однако в 1970-е годы стало ясно, что для популистов было характерно милленаристское мироощущение и стремление вернуть аграрную утопию, которую они противопоставляли бездушию и эгоизму американского индустриального капитализма.
«Переоткрытие» личности Доннелли осуществил в 1950-е годы Мартин Ридж, который в 1962 году выпустил первую объёмную биографию политика, в которой показал важность его наследия для интеллектуальной истории США. В дальнейшем основную часть исследований публиковало Историческое общество Миннесоты, в которых рассматривались разные стороны литературного наследия писателя. Аналитическую биографию Д. Андерсона (1980), немалое место в которой занимают труды по Атлантиде и Рагнарёку, романы и шекспировский вопрос, рецензенты оценивали как «компетентную», в которой герой вписан в контекст своей эпохи.
Дом Доннелли в Нинингере был снесён, по разным данным, в 1930-е или 1940-е годы. Архив писателя-политика сохраняется Историческим обществом Миннесоты и доступен на 167 микрофильмах, путеводитель по архивным фондам был опубликован в 1968 году. К 150-летию Игнатиуса Доннелли, 3 ноября 1981 года у подножия холма в Нинингере, на котором некогда стоял его дом, был установлен памятный знак.

## Сочинения
- Donnelly I. The sonnets of Shakespeare: an essay. — Saint Paul : G.W. Moore, Minnesotian Office, 1859. — 16 p.
- Atlantis : the antediluvian world / by Ignatius Donnelly. — New York : Harper, 1882. — x, 480 p.
  - Донелли И. Атлантида: Мир до потопа / Пер. с англ. А. О. Альбедиль. — Самара : Агни, 1998. — 441 с. — ISBN 5-89850-009-X.
- Ragnarok: the age of fire and gravel / by Ignatius Donnelly. — Chicago : R. S. Peale, 1887. — vi, 452 p.
  - Доннелли И. Гибель богов в эпоху Огня и Камня. — М. : Вече, 2007. — 391 с. — (Тайны древних цивилизаций). — ISBN 978-5-9533-1880-8.
- The great cryptogram: Francis Bacon's cipher in the so-called Shakespeare plays : In two vols. / By Ignatius Donnelly. — Chicago, New York and London : R. S. Peale & company, 1887. — ix, 998 p.
- Caesar’s Column / by Edmund Boisgilbert (Ignatius Donnelly, M. D.). — Chicago : F. J. Schulte & company, 1890. — 328 p.
  - Крушение цивилизации: Социол. роман Э. Буажильбера / Пер. с англ., под ред. и с вступ. ст. Р. И. Сементковского. — СПб. : Ф. Павленков, 1910. — 364 с.
- Doctor Huguet: A Novel / by Edmund Boisgilbert, M. D. (Ignatius Donnelly). — Chicago : F. J. Schulte & company, 1891. — 328 p.
- The golden bottle, or, The story of Ephraim Benezet of Kansas / by Ignatius Donnelly. — New York : D. D. Merrill Co., 1892. — 313 p.
- The American people's money / by Ignatius Donnelly. — Chicago : Laird & Lee, 1895. — 186 p.
- The Cipher in the Plays, and on the Tombstone / by Ignatius Donnelly. — Minneapolis : Verulam Pub. Co., 1899. — 372 p.